# マツダミュージアム
マツダミュージアム（英記：Mazda Museum）は、自動車会社のマツダが運営する自動車に関する企業博物館である。

## 概要
1994年5月に開館。2005年2月に展示面積を拡張し一度目の全面リニューアルが実施され、2022年5月に内装及び展示が見直され二度目の全面リニューアルが実施された。博物館はマツダ構内に設置され、宇品第一工場に隣接している。博物館のある所在地は広島市南区宇品になるが、入場に関しては、広島県安芸郡府中町の本社ショールームに集合後に、構内専用バスで入場する（事前申し込みの上で団体バスで来場するときに限り、宇品第一工場の通用門である「東正門」から出入りできる）。
博物館の展示物は、1931年、マツダが『東洋工業』の社名で最初に製造したオート三輪、『マツダ号』から歴代の製造車種、コンセプトカーや1991年のル・マン24時間レースで優勝した787Bなど多くのマツダ車で、展示車は常時入れ替えられている。他に、歴代のロータリーエンジン及び組み立て前のパーツ、クレイモデルや自動車の出来る過程が分かる展示物もある。係員の案内で各種展示と実際に稼動している隣接工場の生産ラインを見学出来る。
ミュージアムの入り口には、ミュージアムショップがあり、マツダ車に関する商品だけではなく、広島東洋カープとサンフレッチェ広島のグッズも購入することが出来る。
来場者はお土産がもらえる。

## 入場
入館は完全予約制。電話もしくはネットで予約する。基本的に土曜日・日曜日及び祝日は閉館しているが、年に数日開館日がある。本社ショールームから構内専用バスで移動する。

## ギャラリー

### 車両

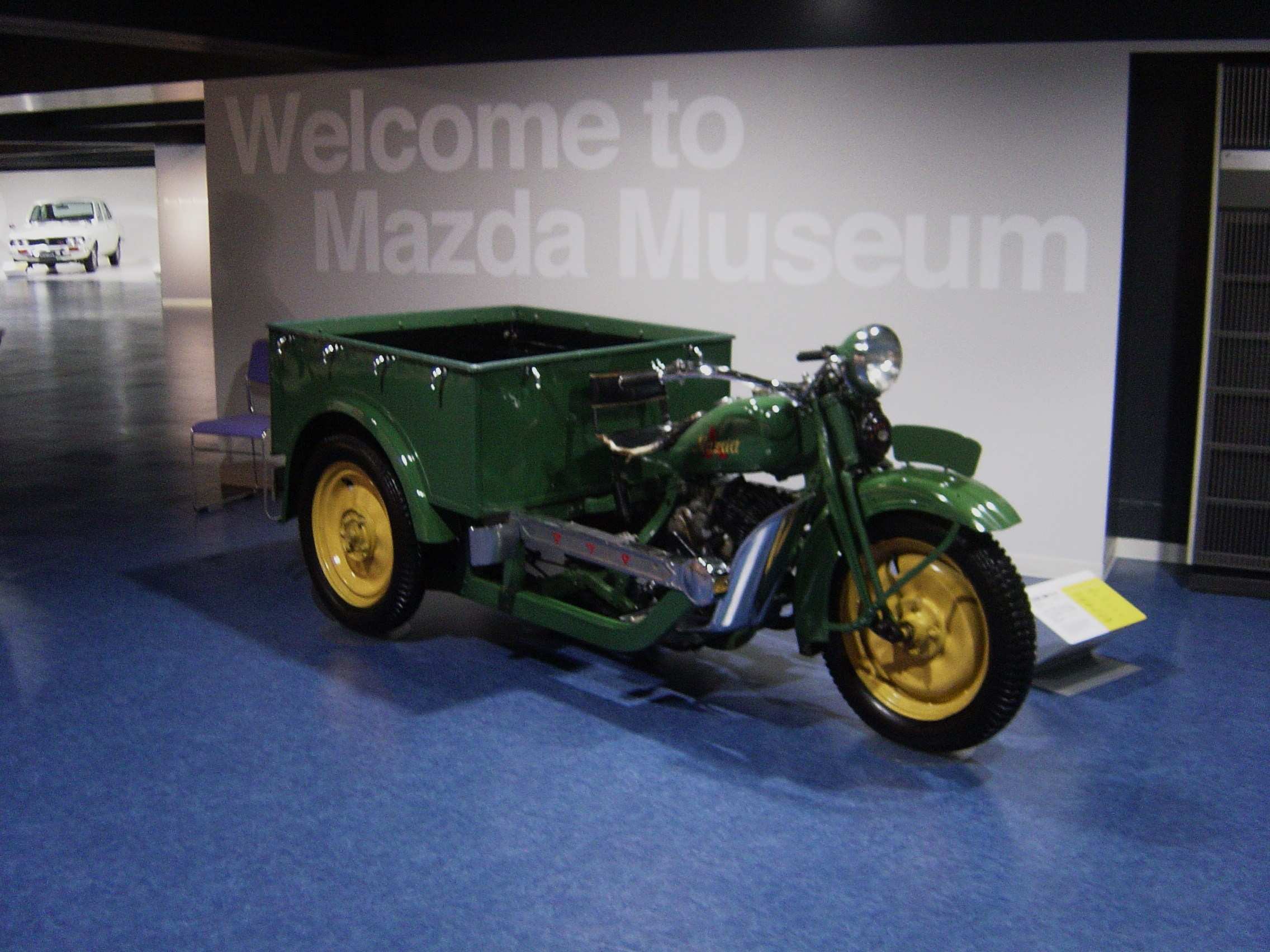
マツダ号
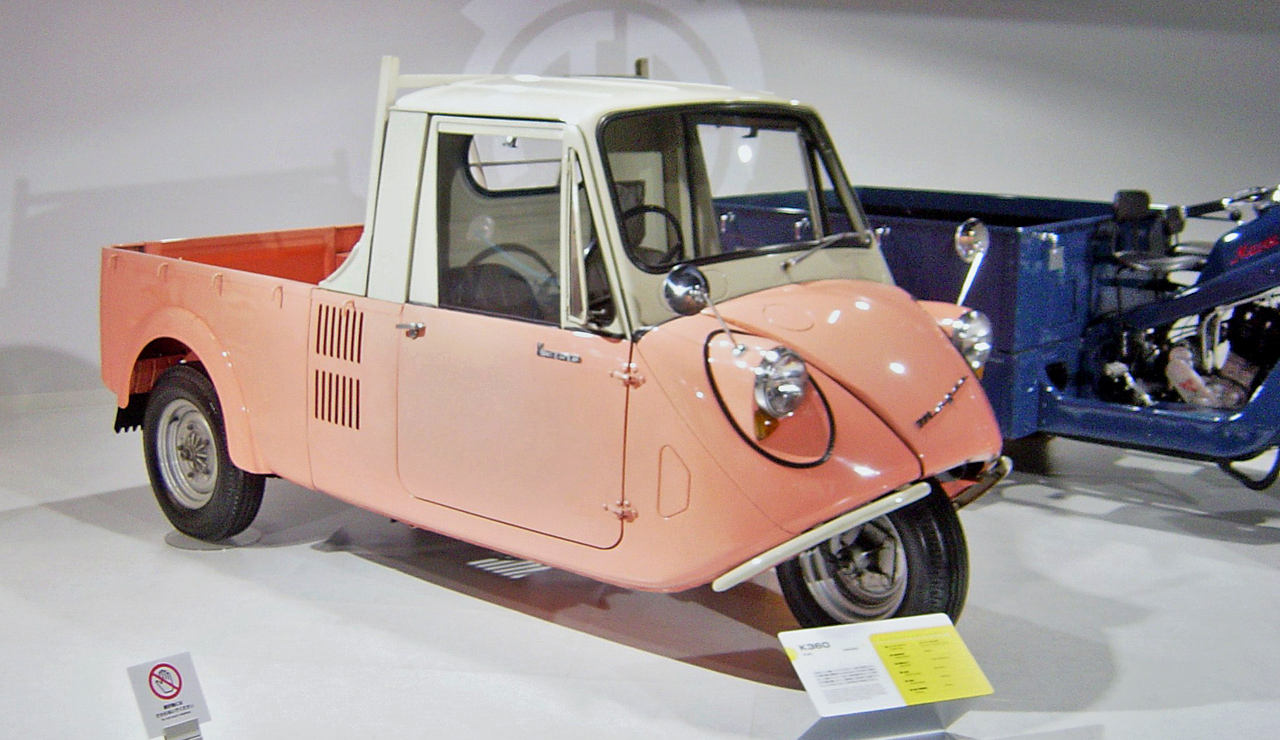
K360
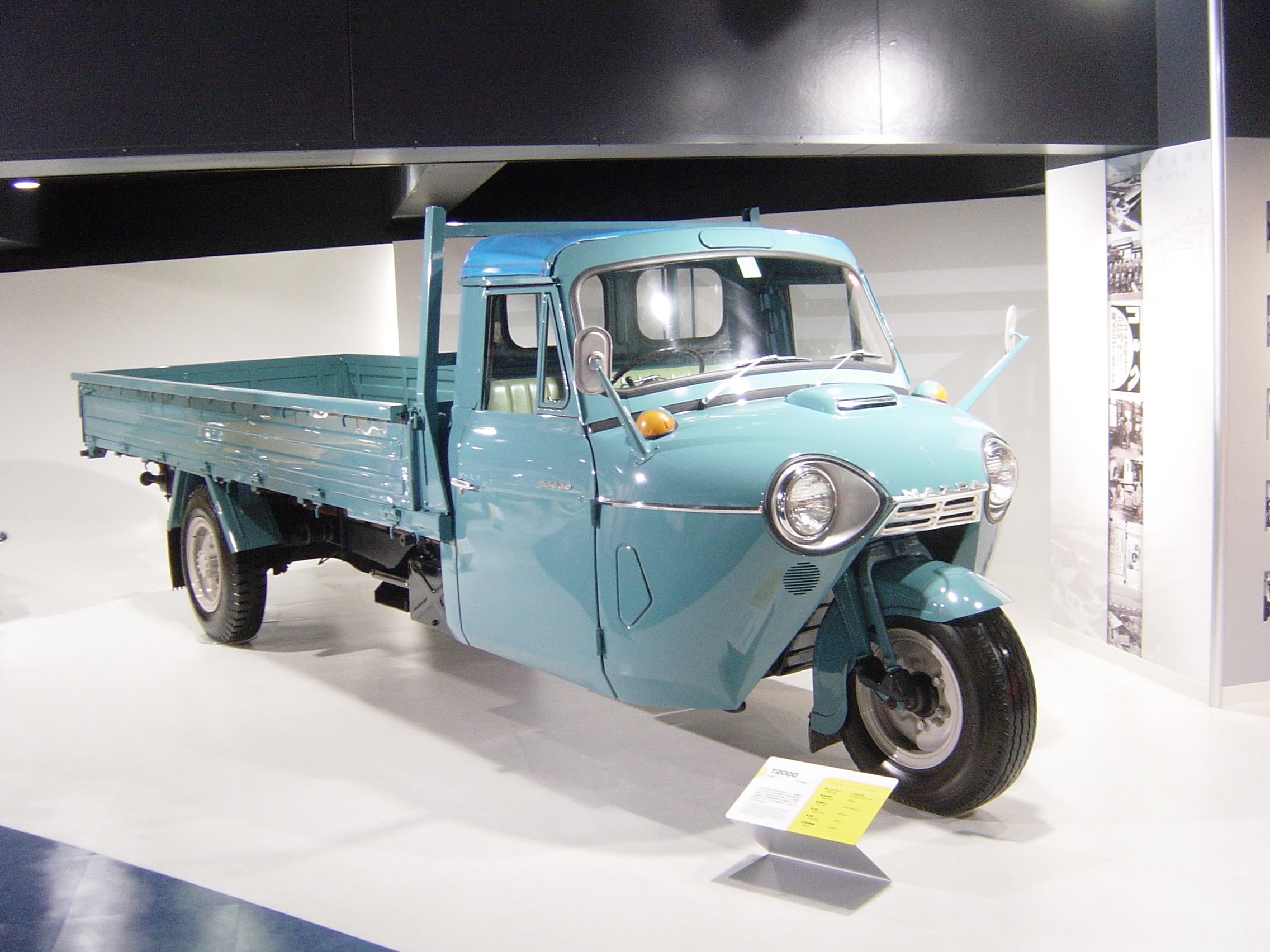
T2000
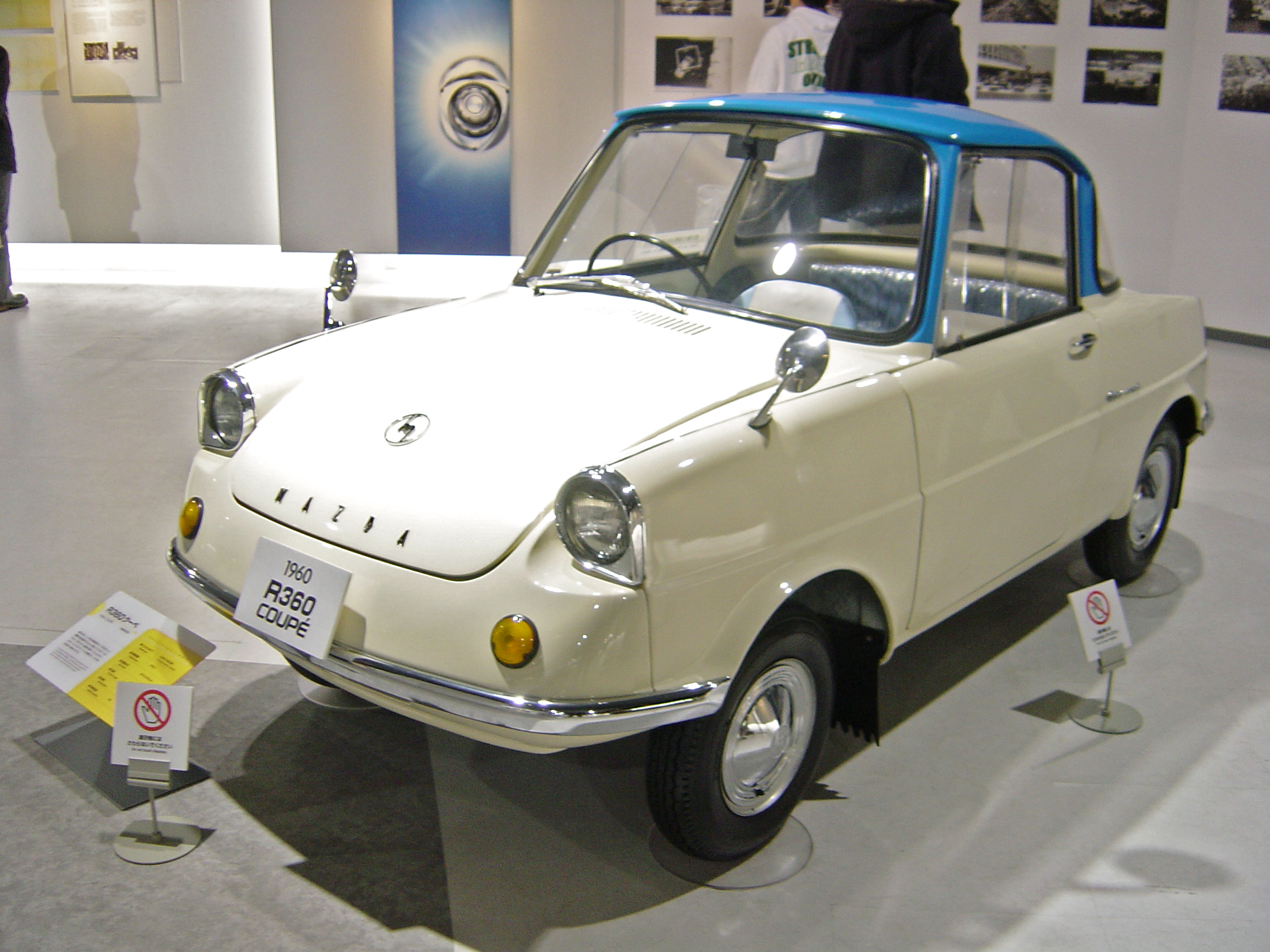
R360
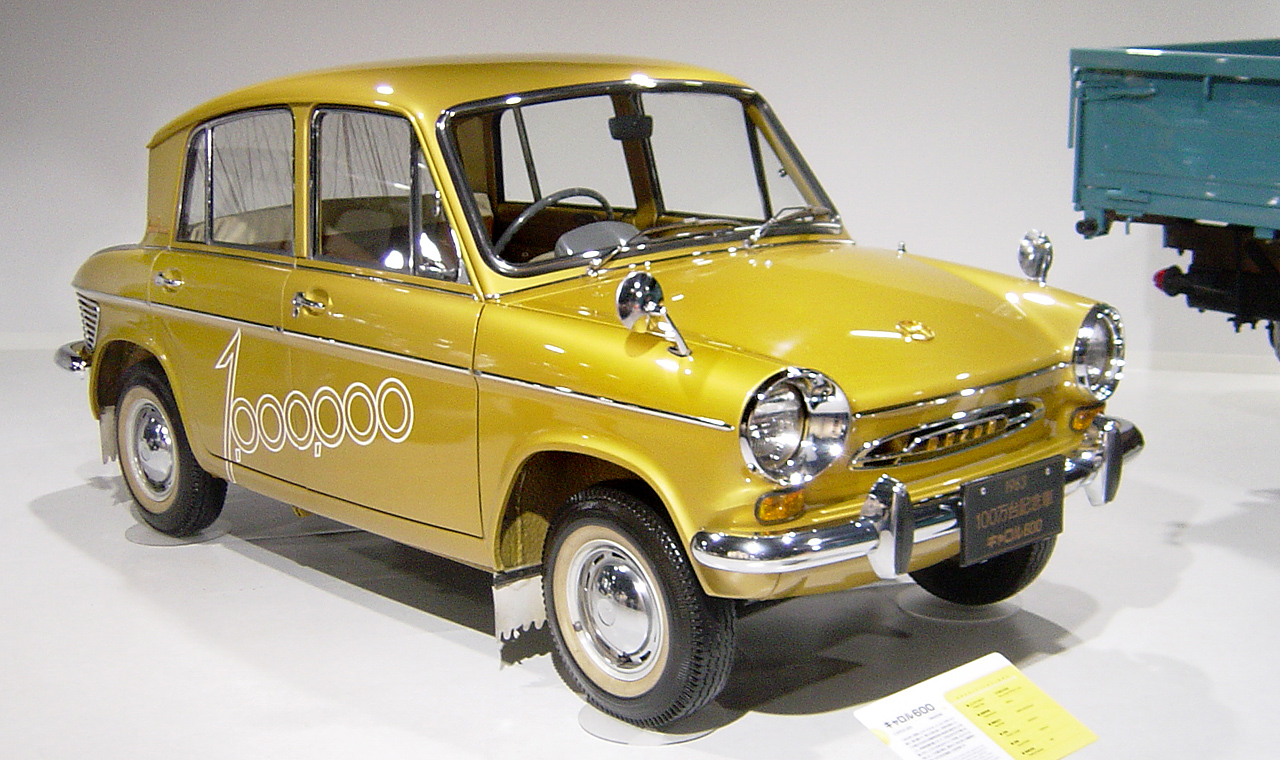
キャロル600
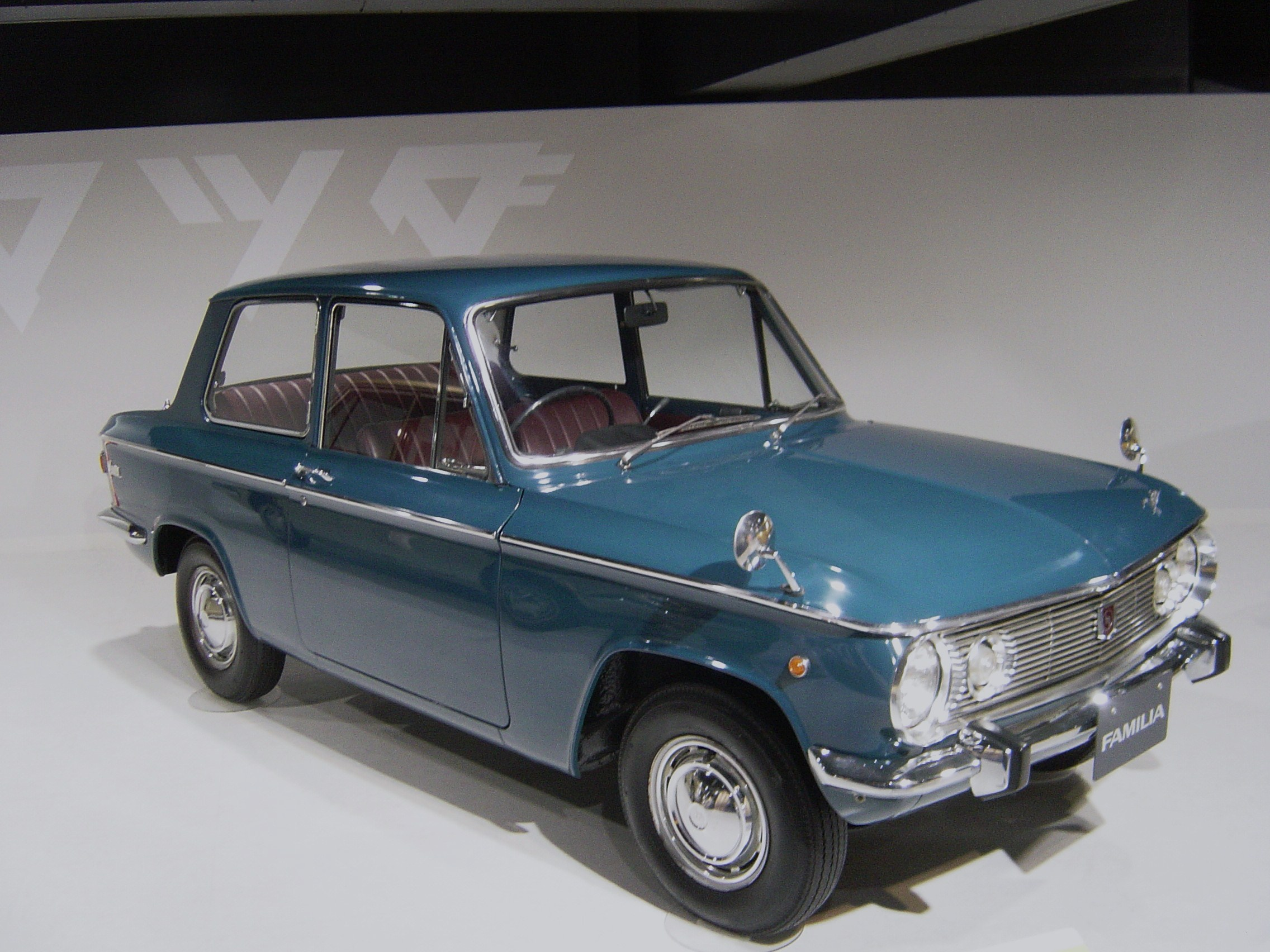
初代ファミリア
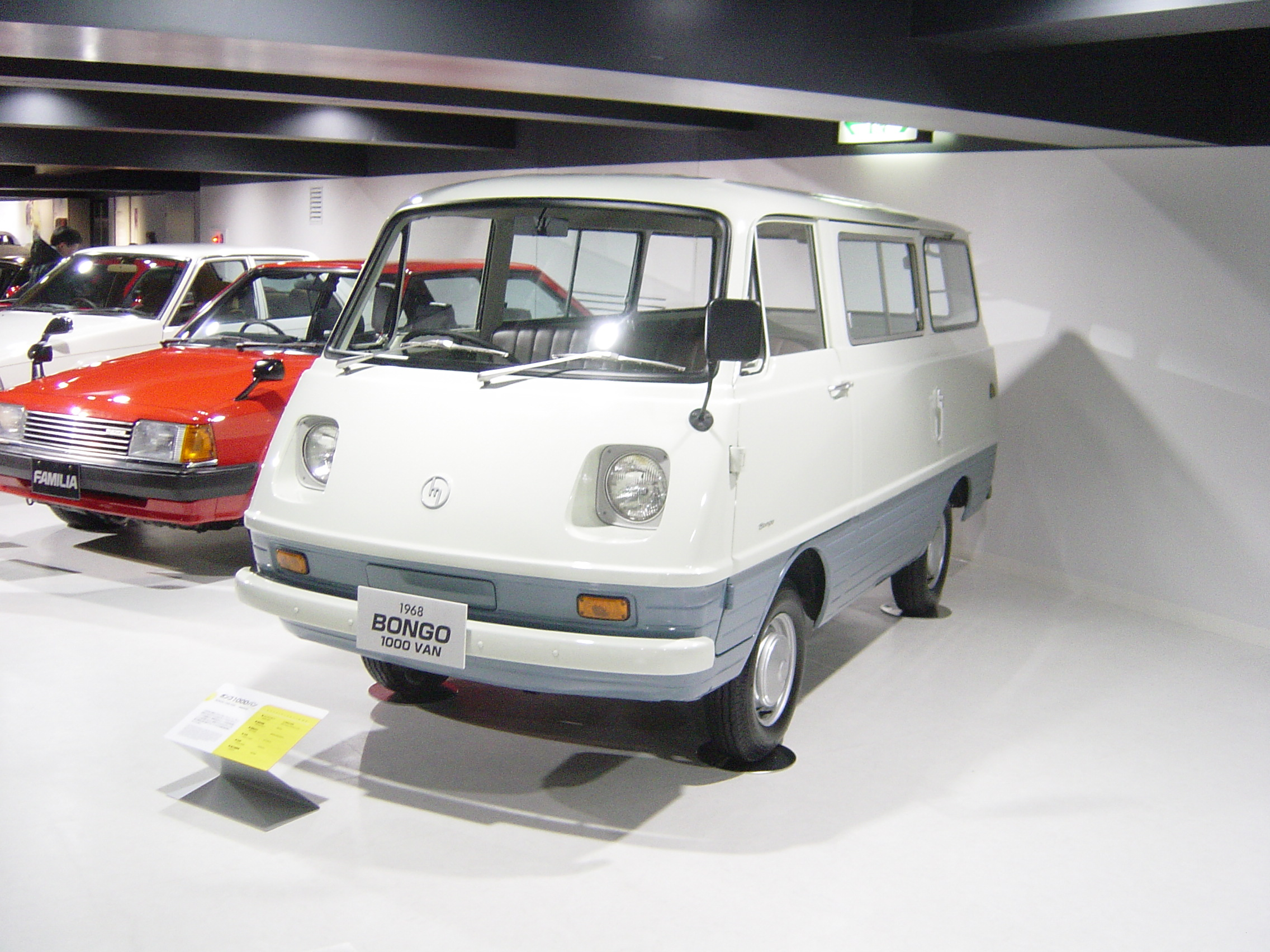
初代ボンゴ
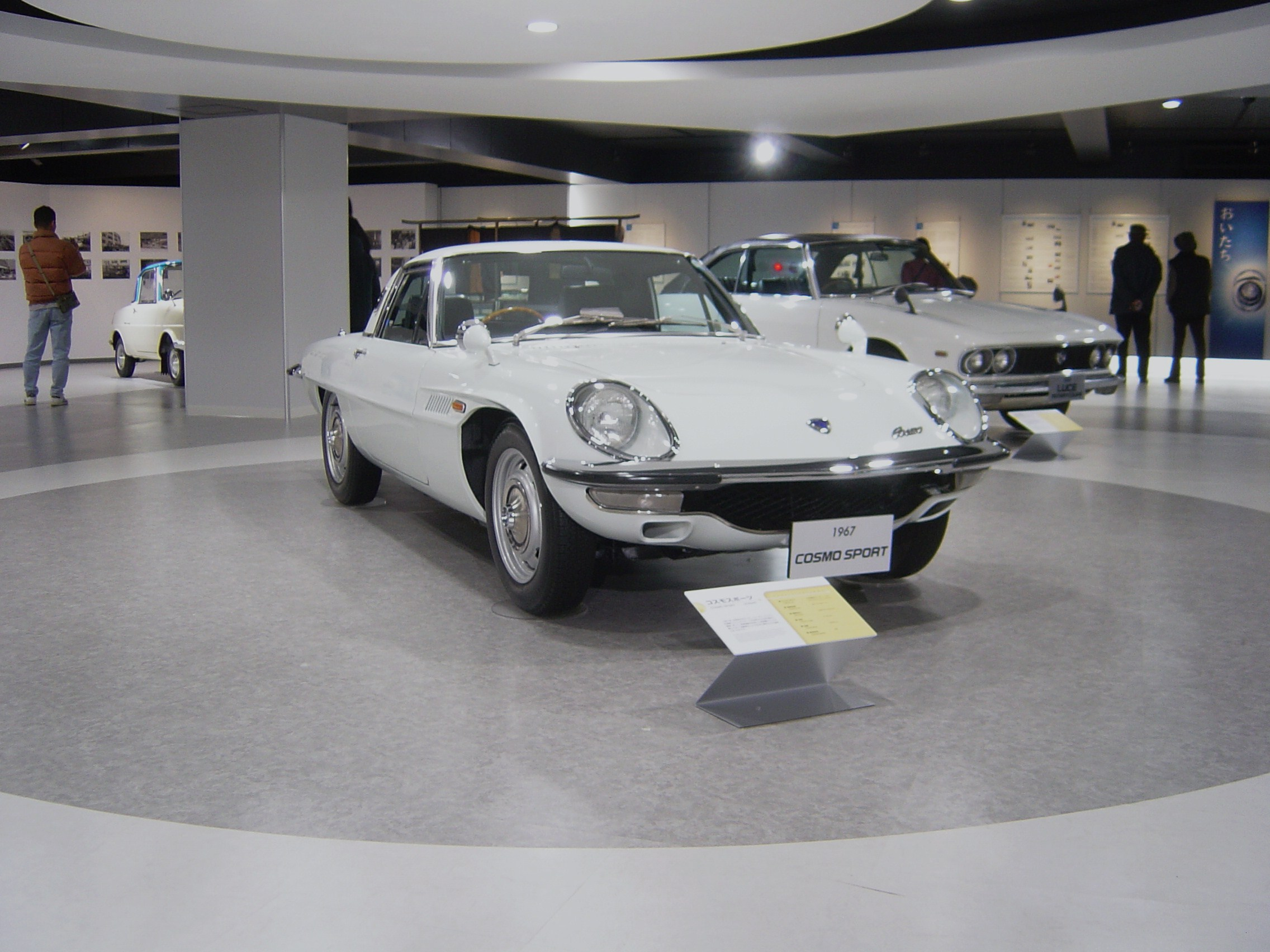
コスモスポーツ
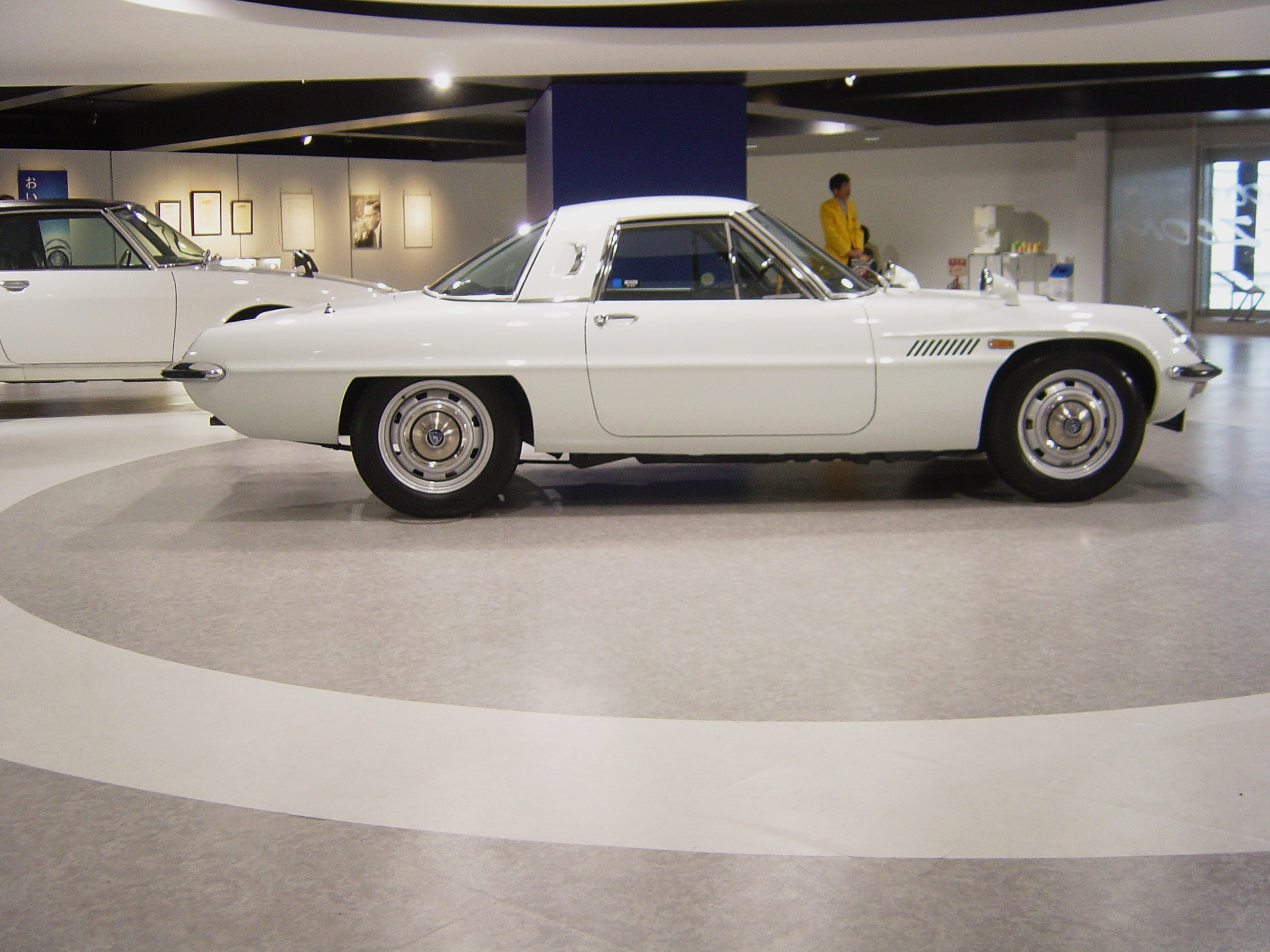
コスモスポーツ
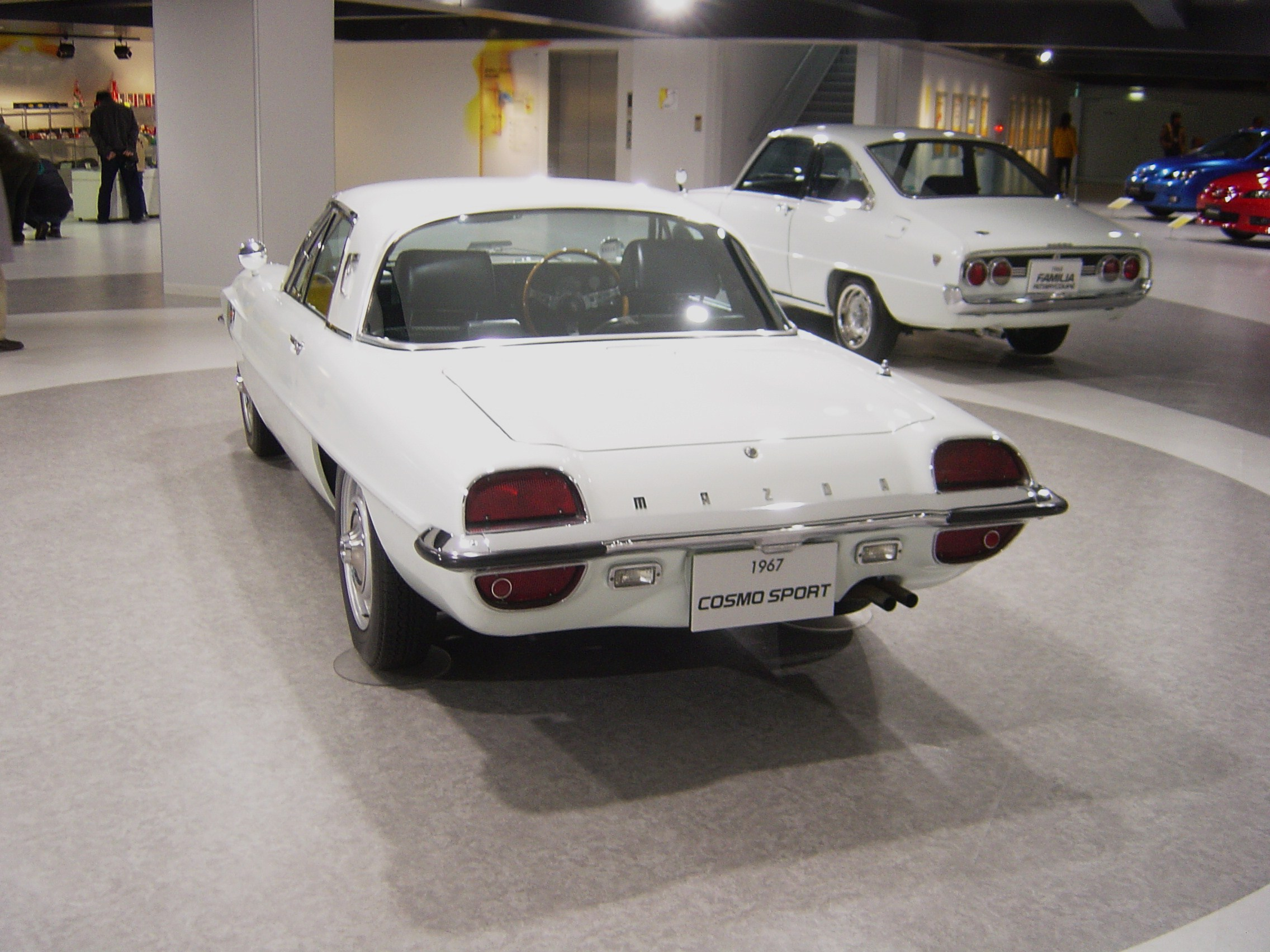
コスモスポーツ
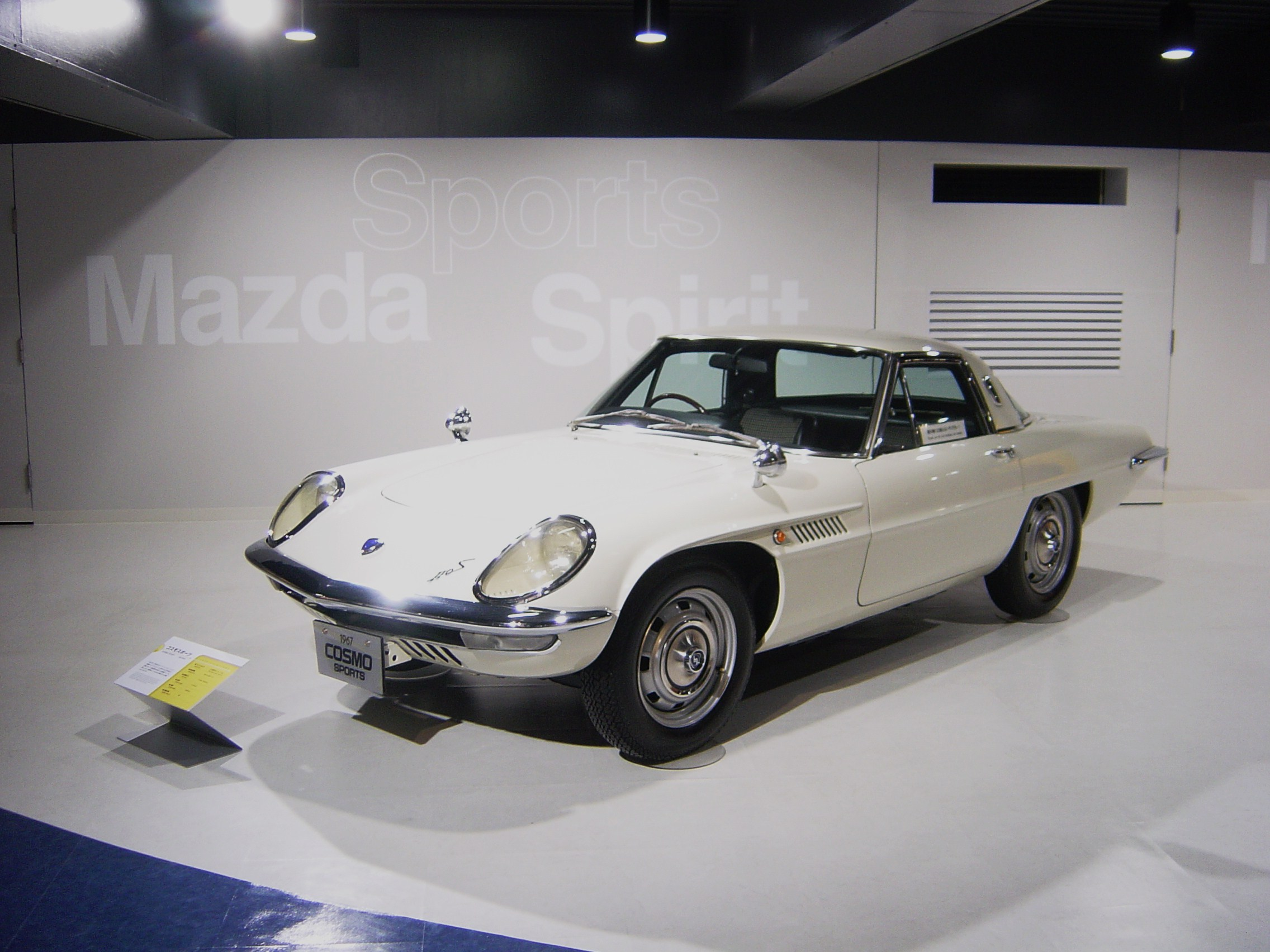
コスモスポーツ
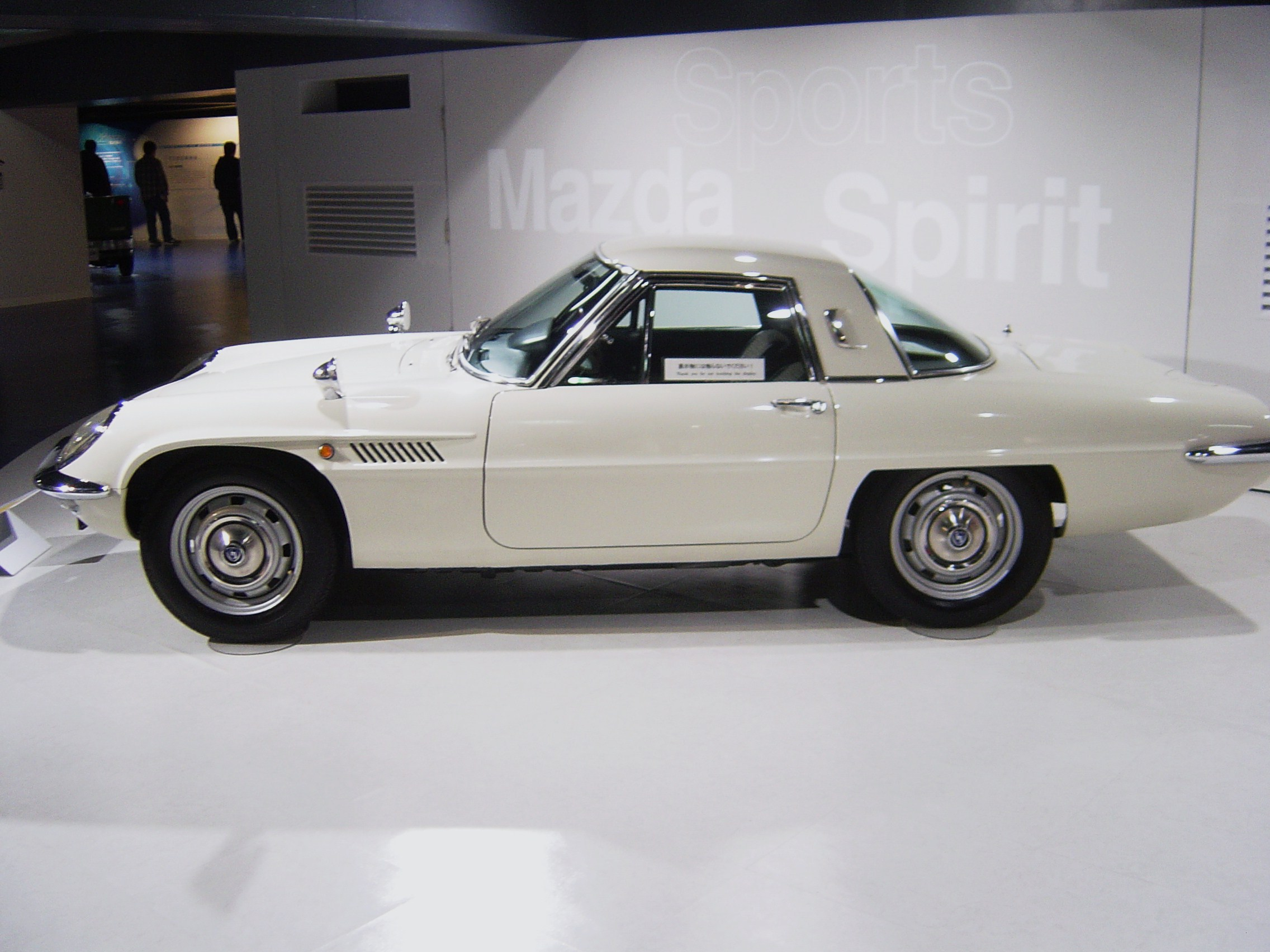
コスモスポーツ
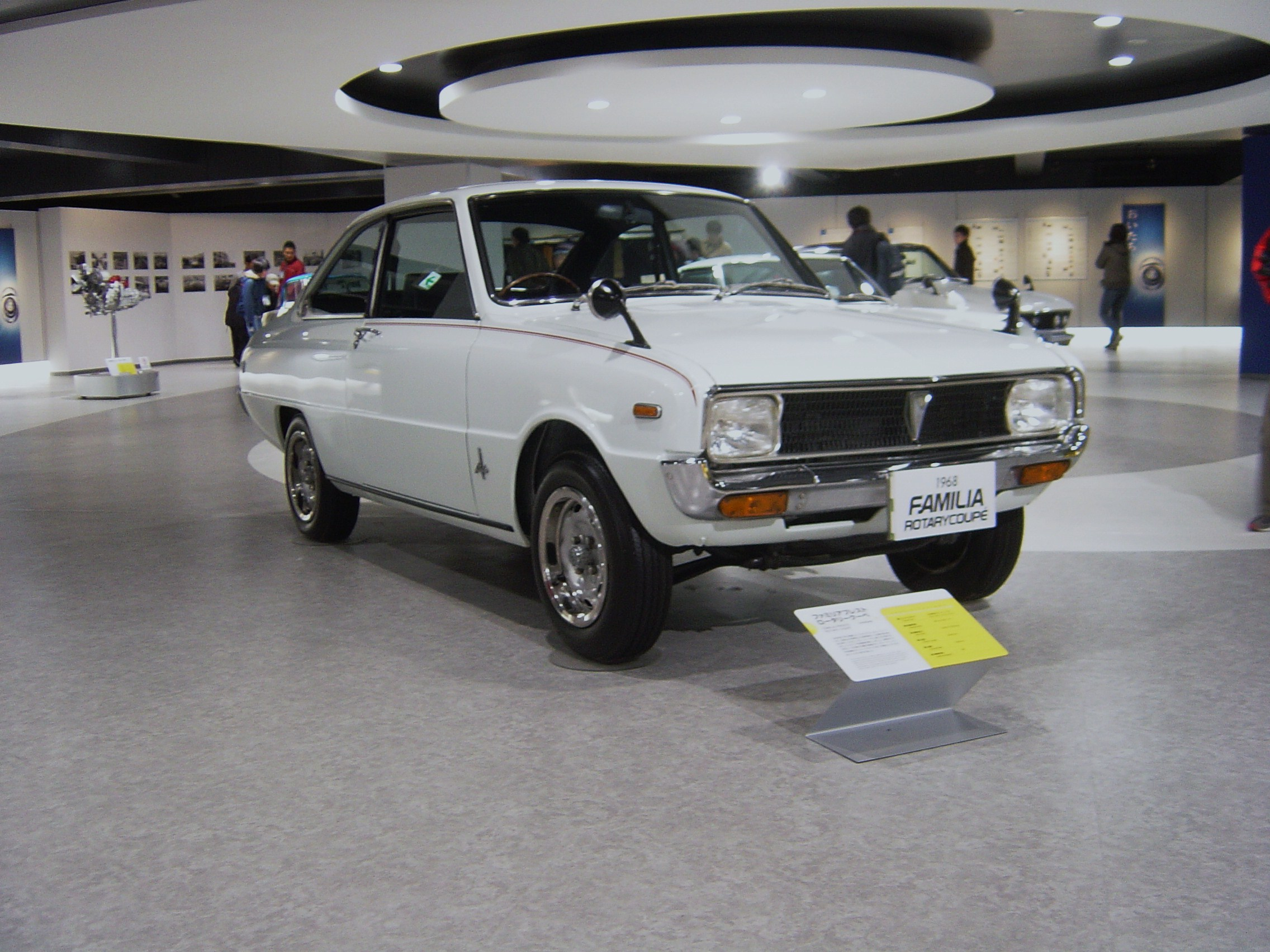
ファミリアロータリークーペ
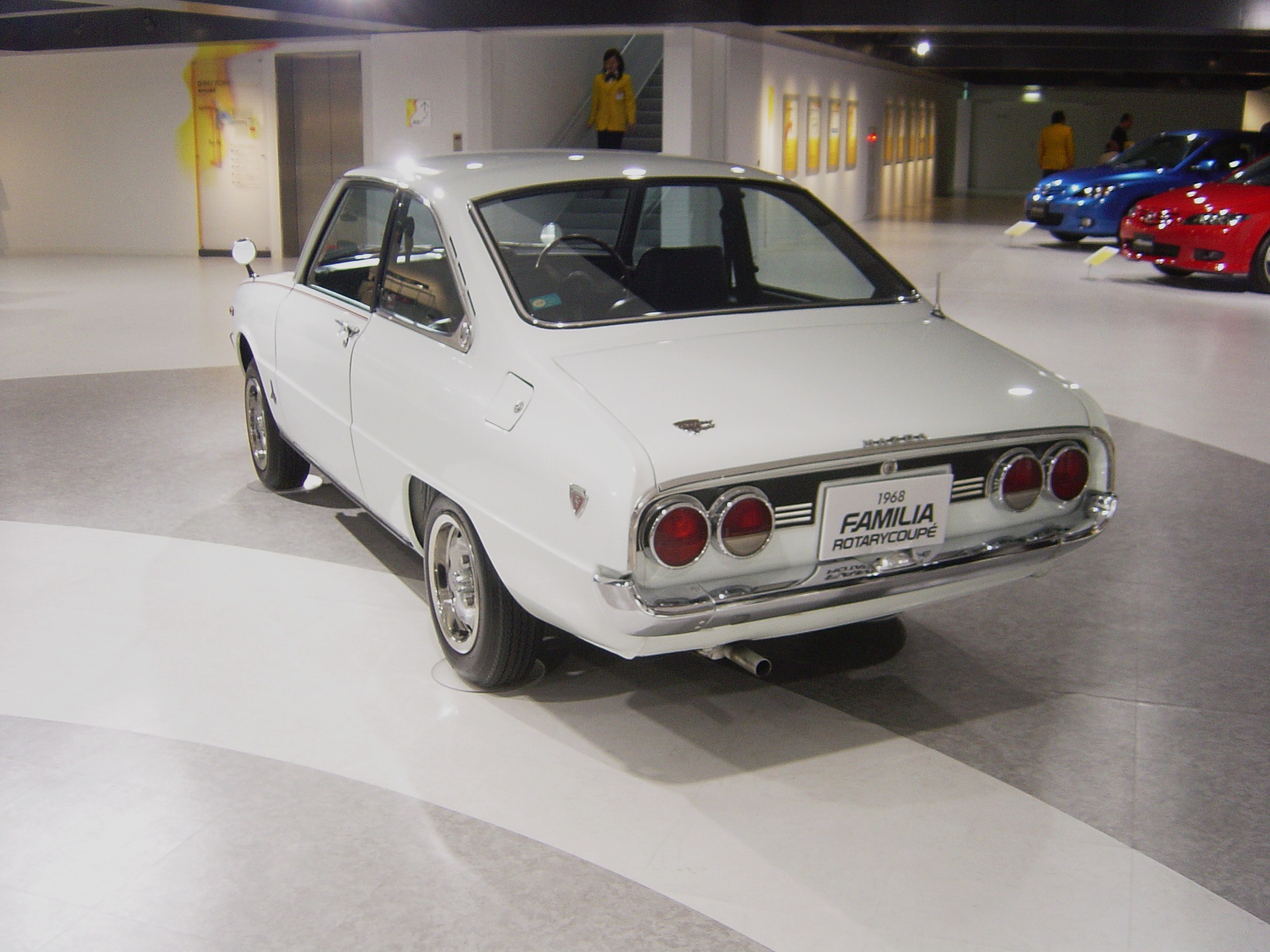
ファミリアロータリークーペ
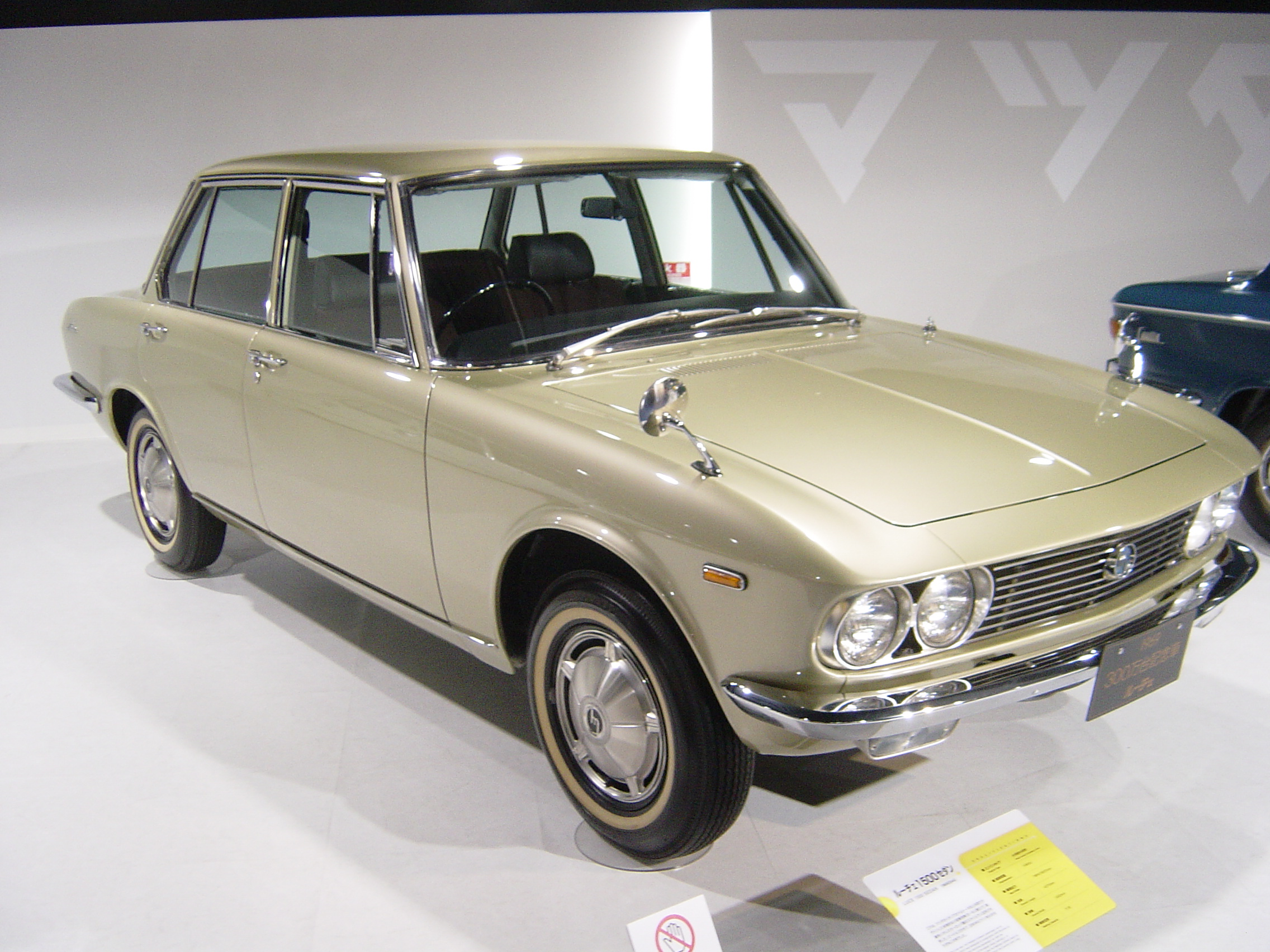
初代ルーチェ
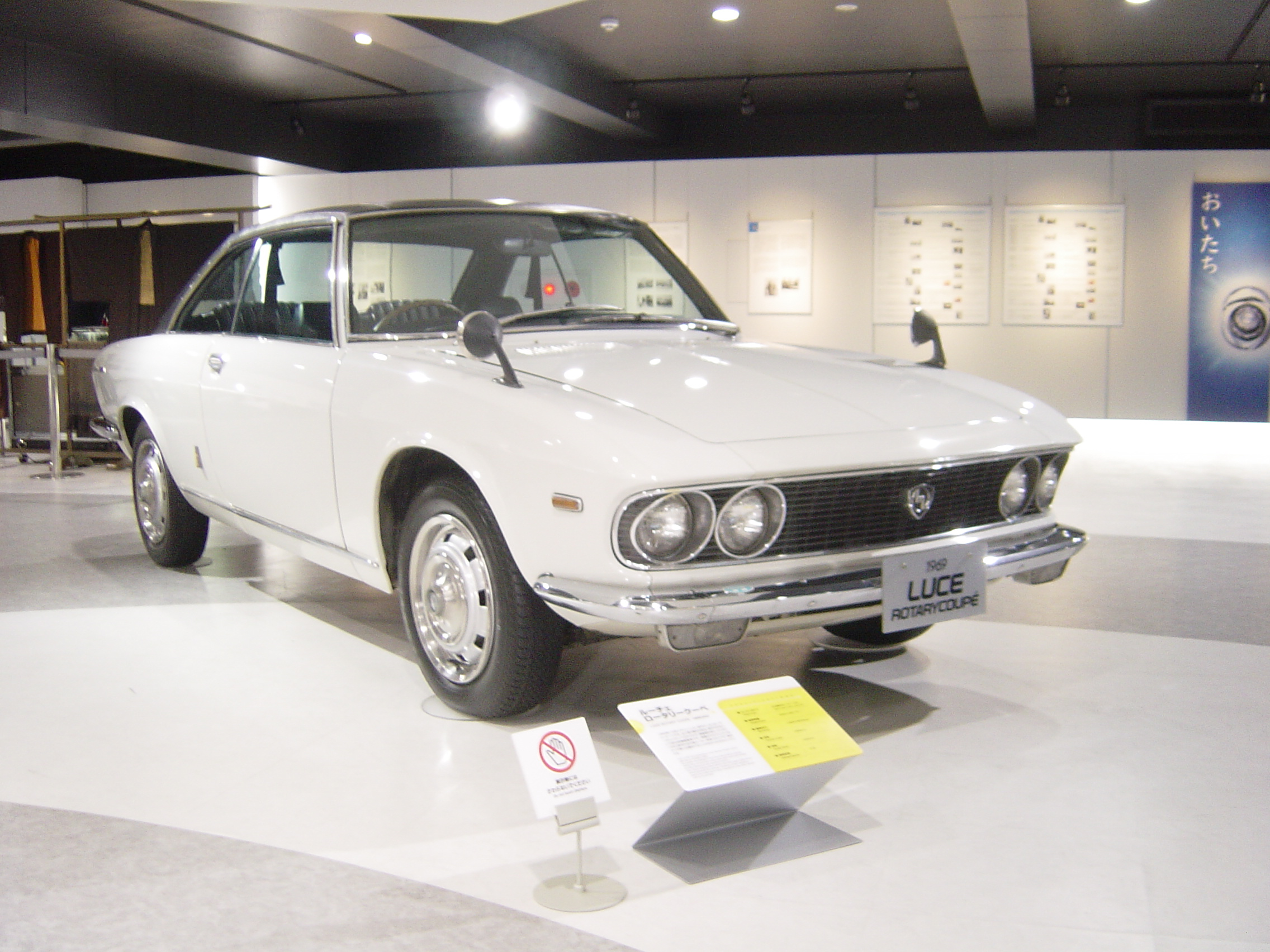
ルーチェロータリークーペ
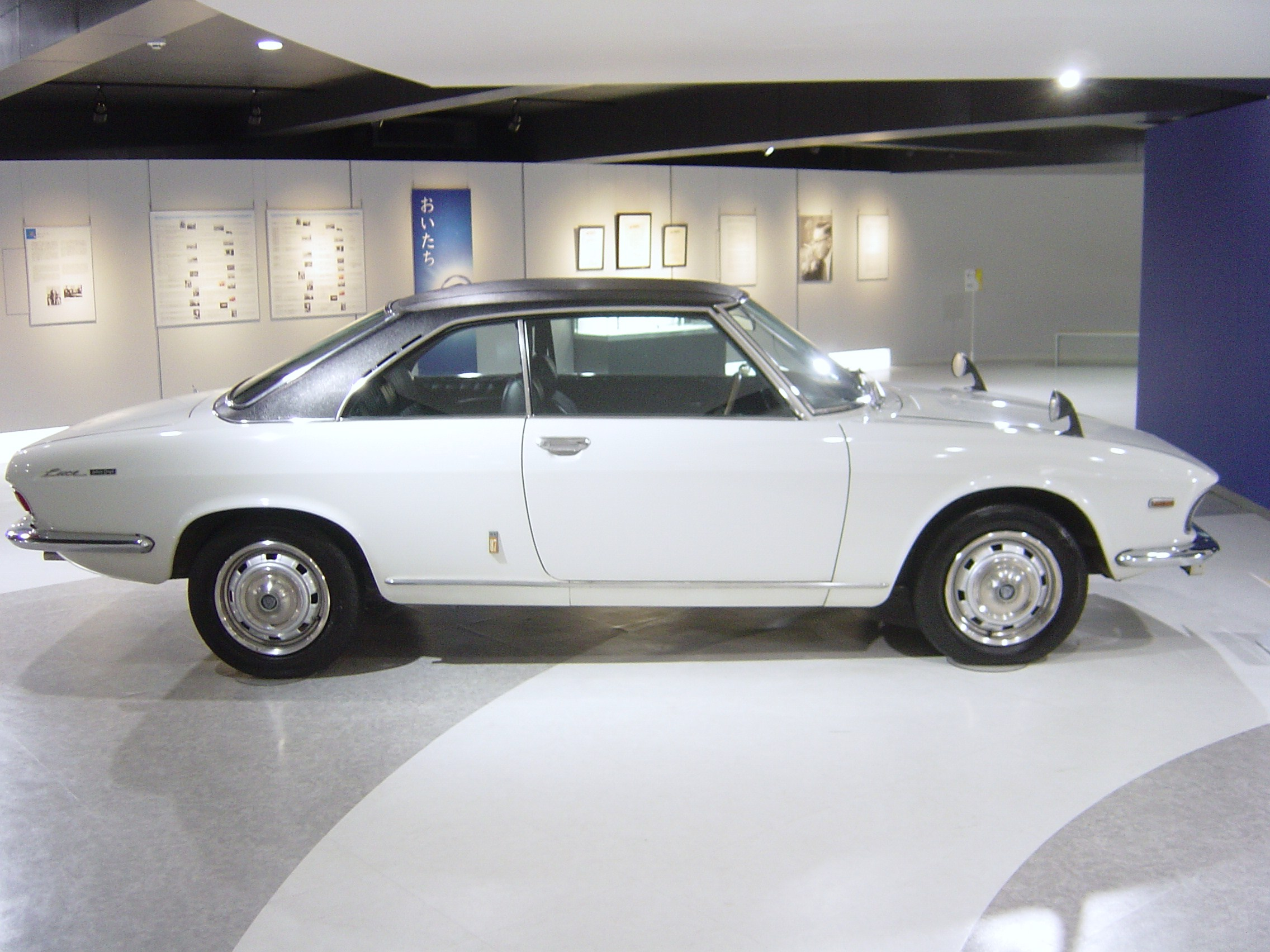
ルーチェロータリークーペ
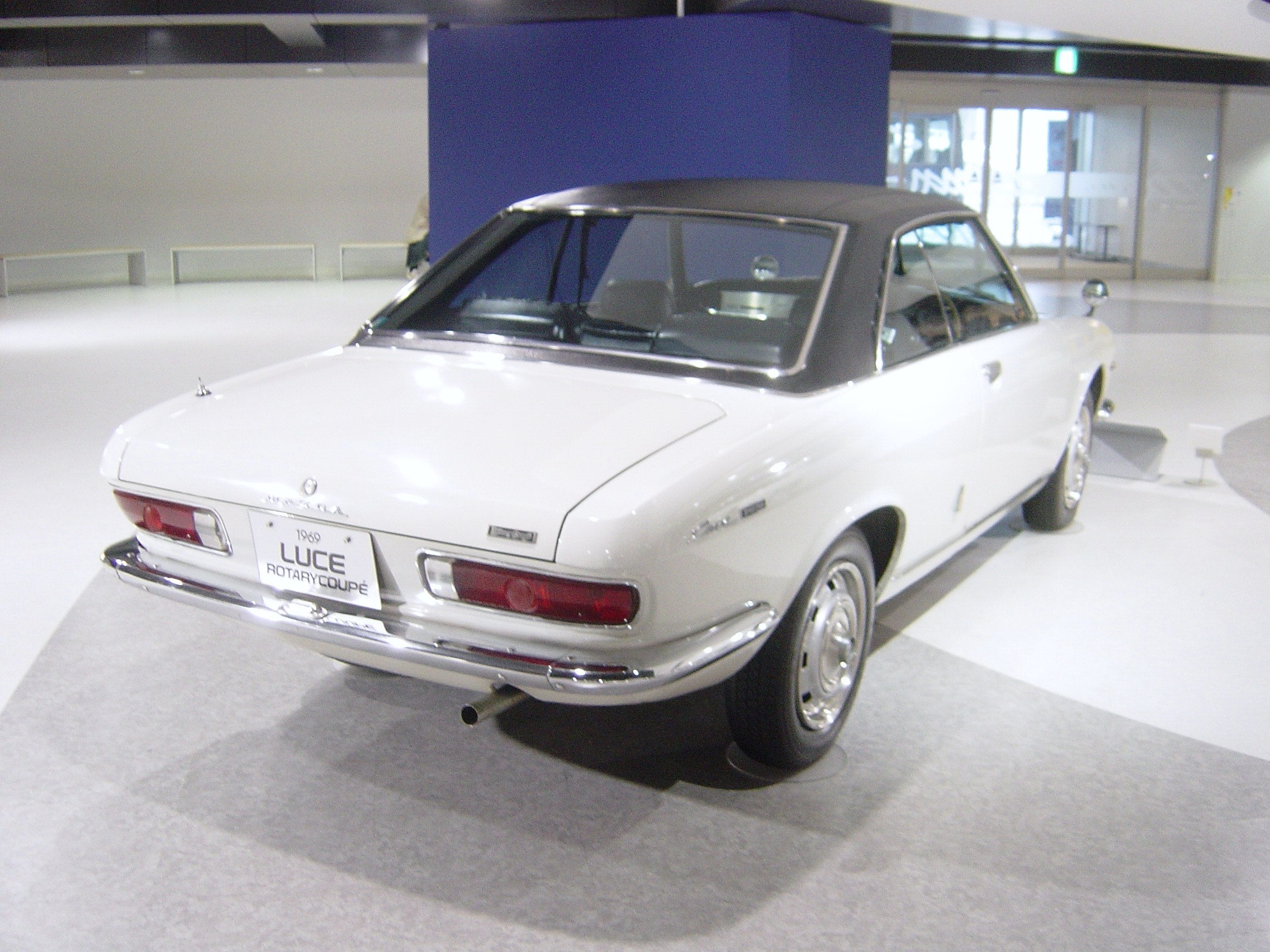
ルーチェロータリークーペ
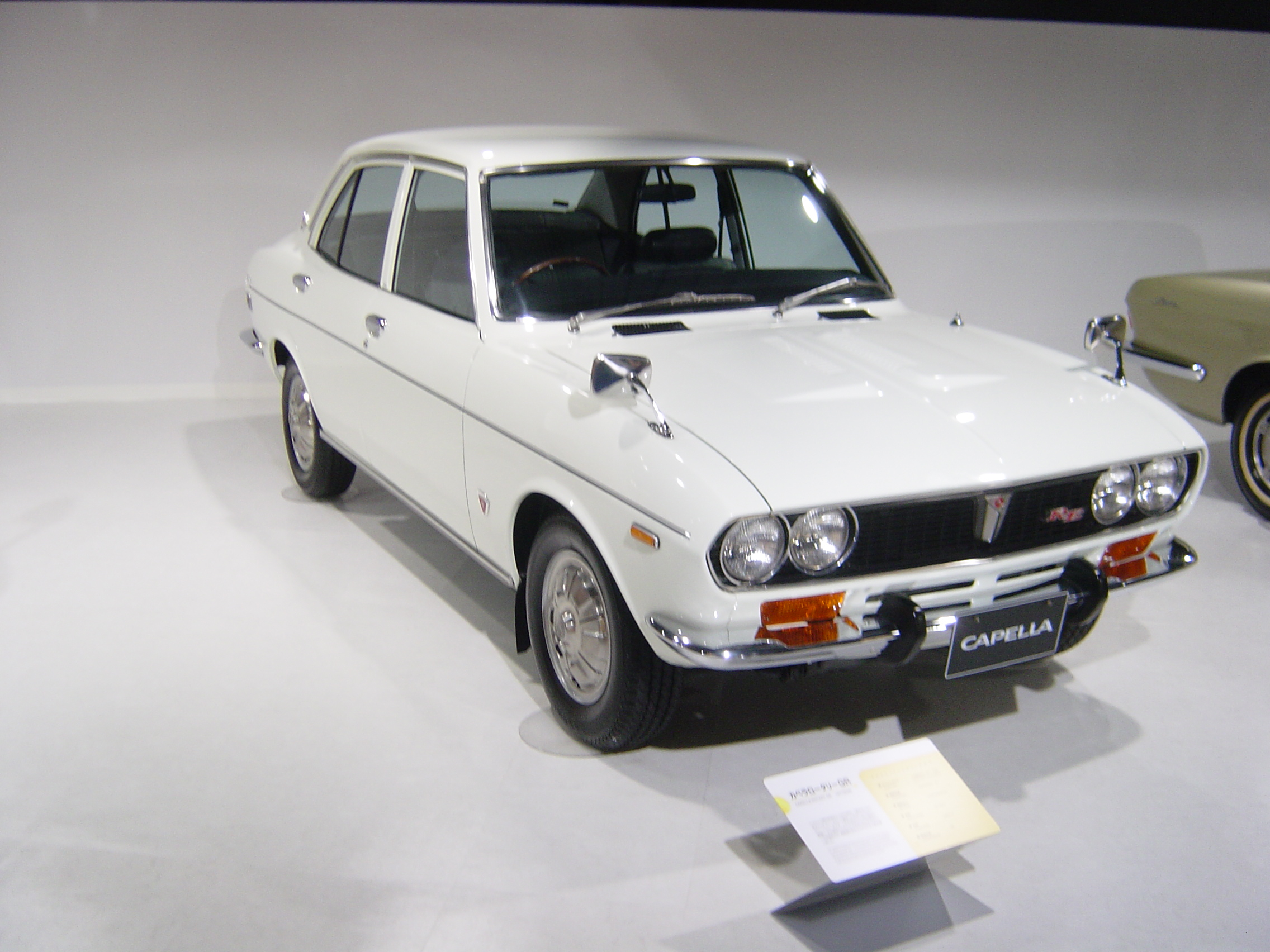
初代カペラ
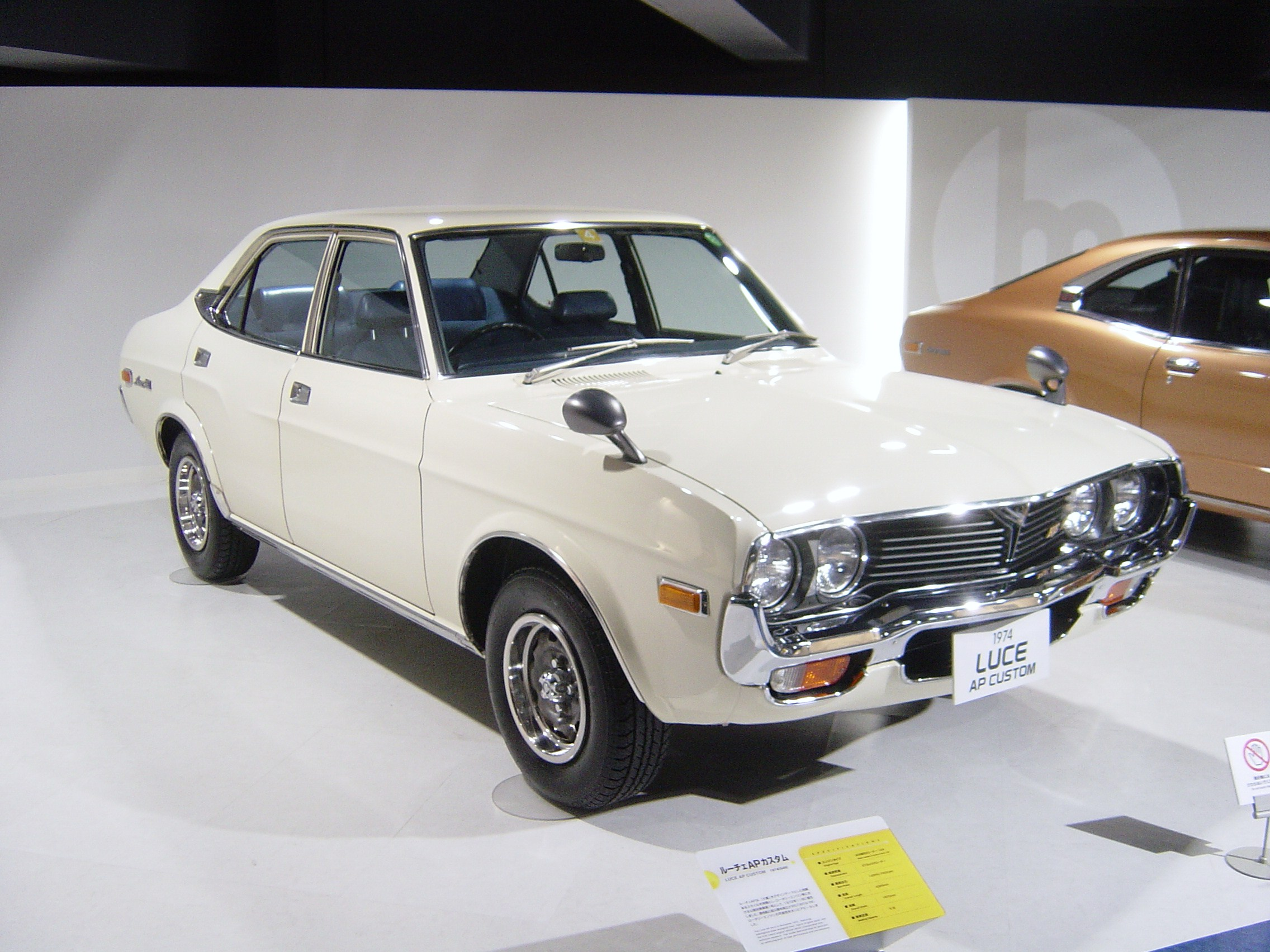
二代目ルーチェ
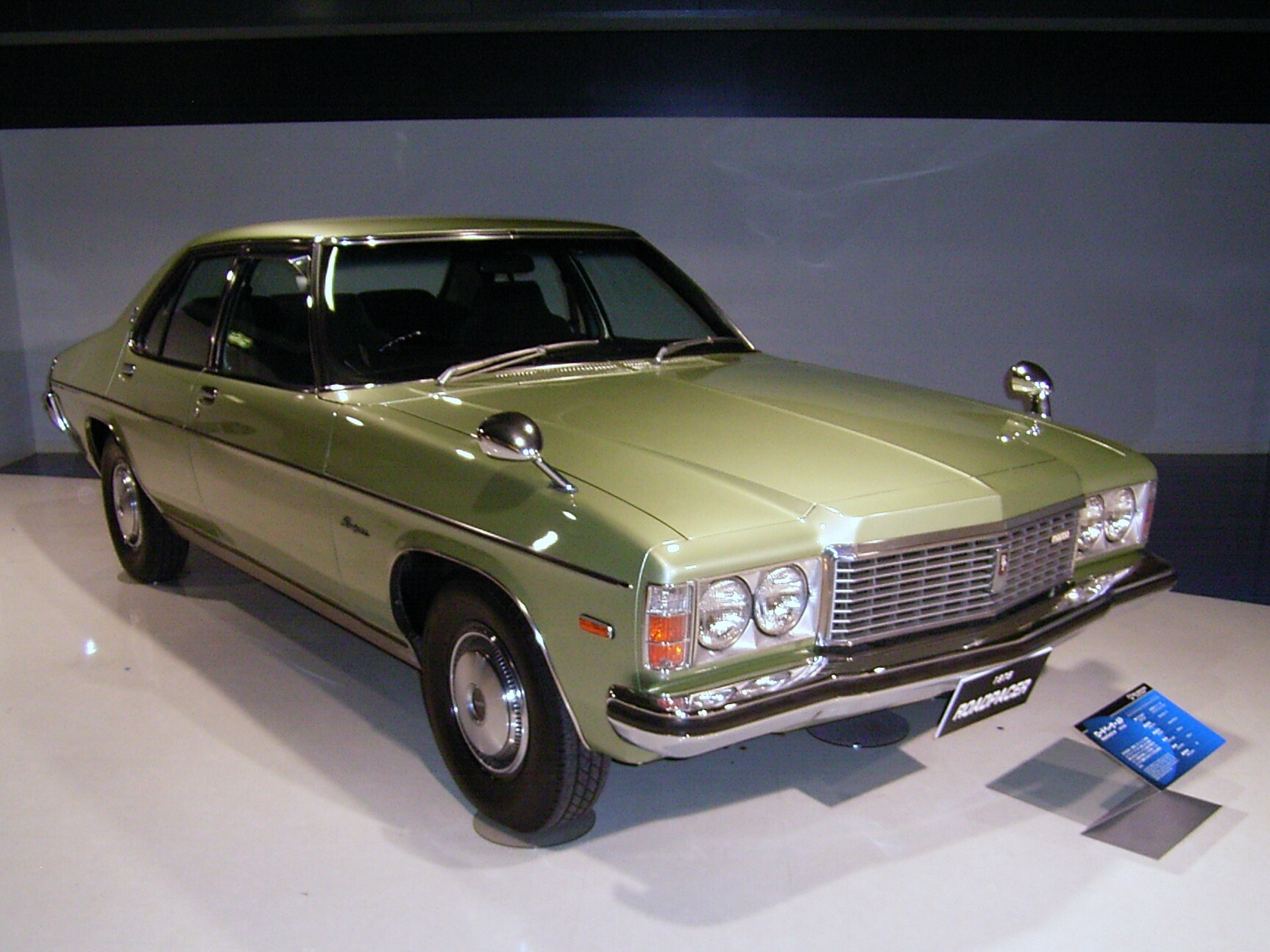
ロードペーサー
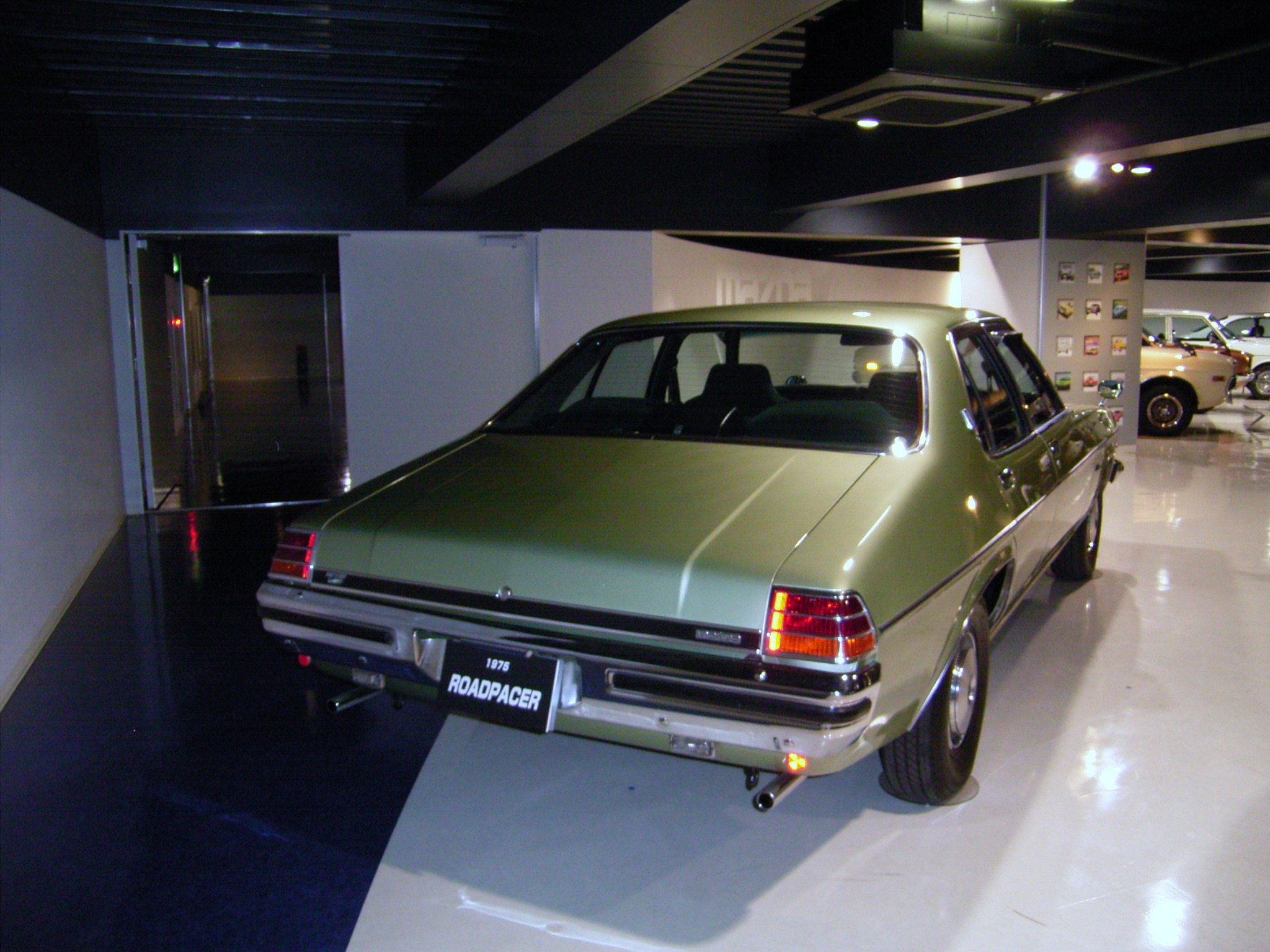
ロードペーサー
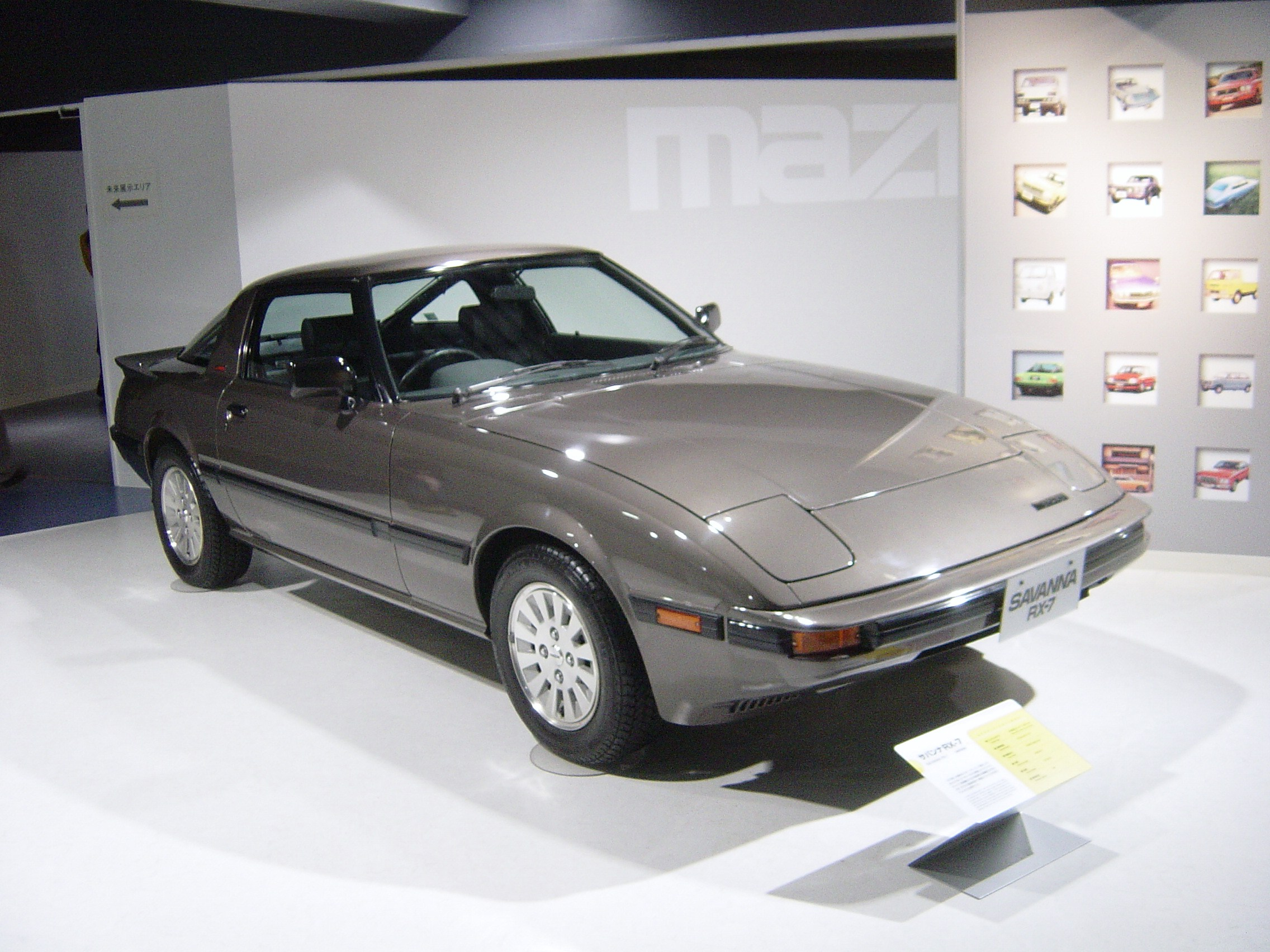
初代RX7
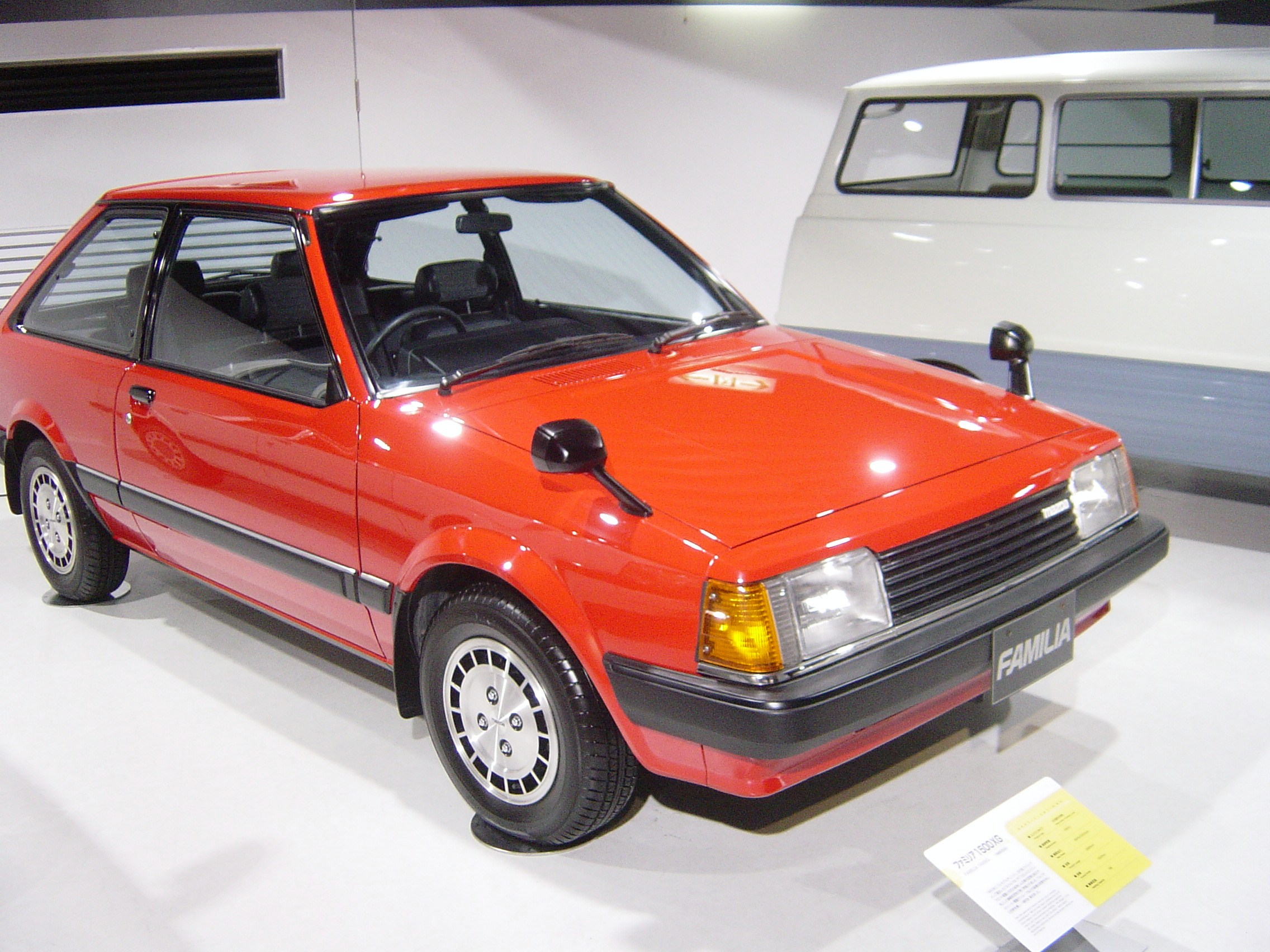
5代目ファミリア
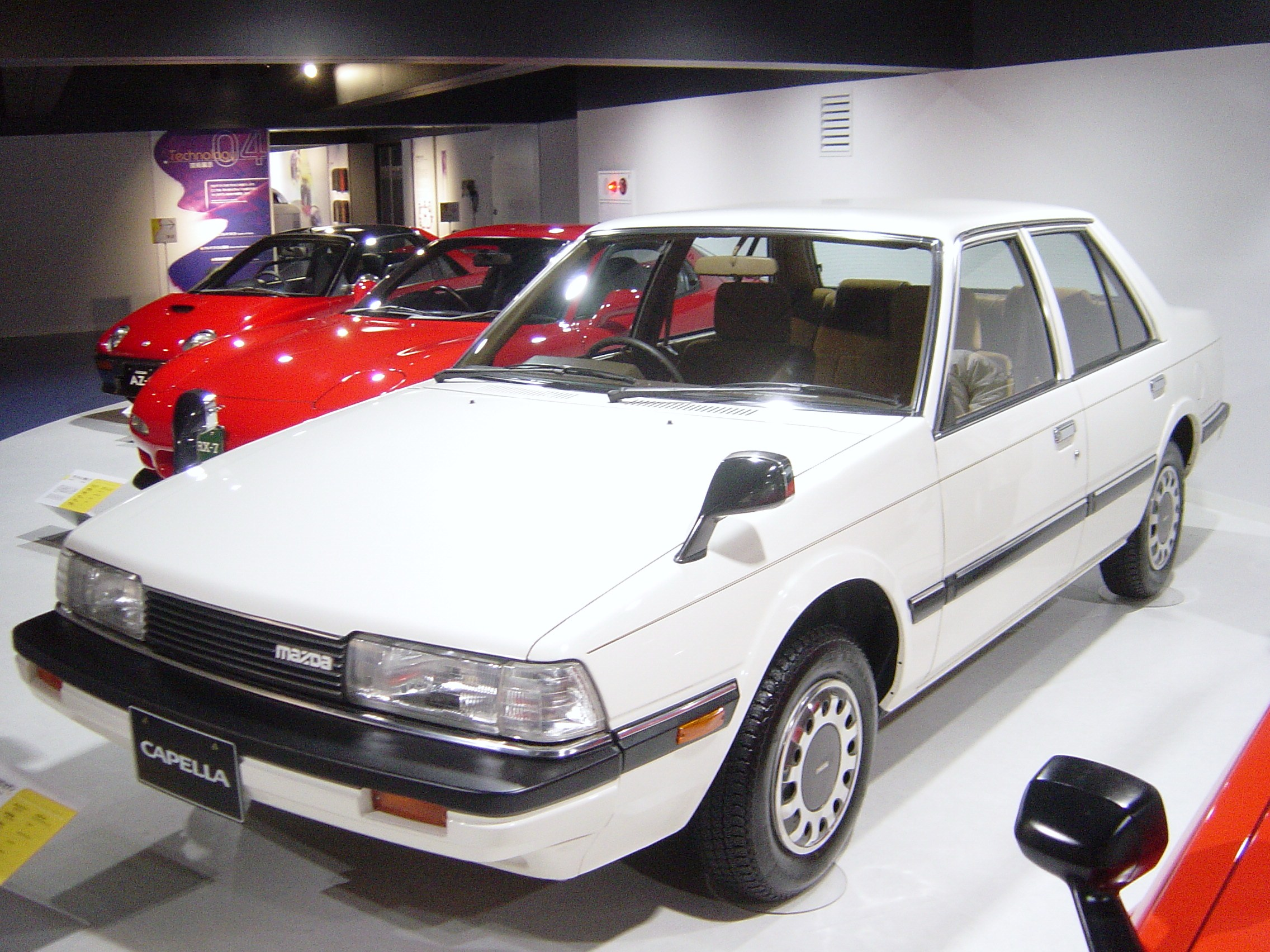
4代目カペラ
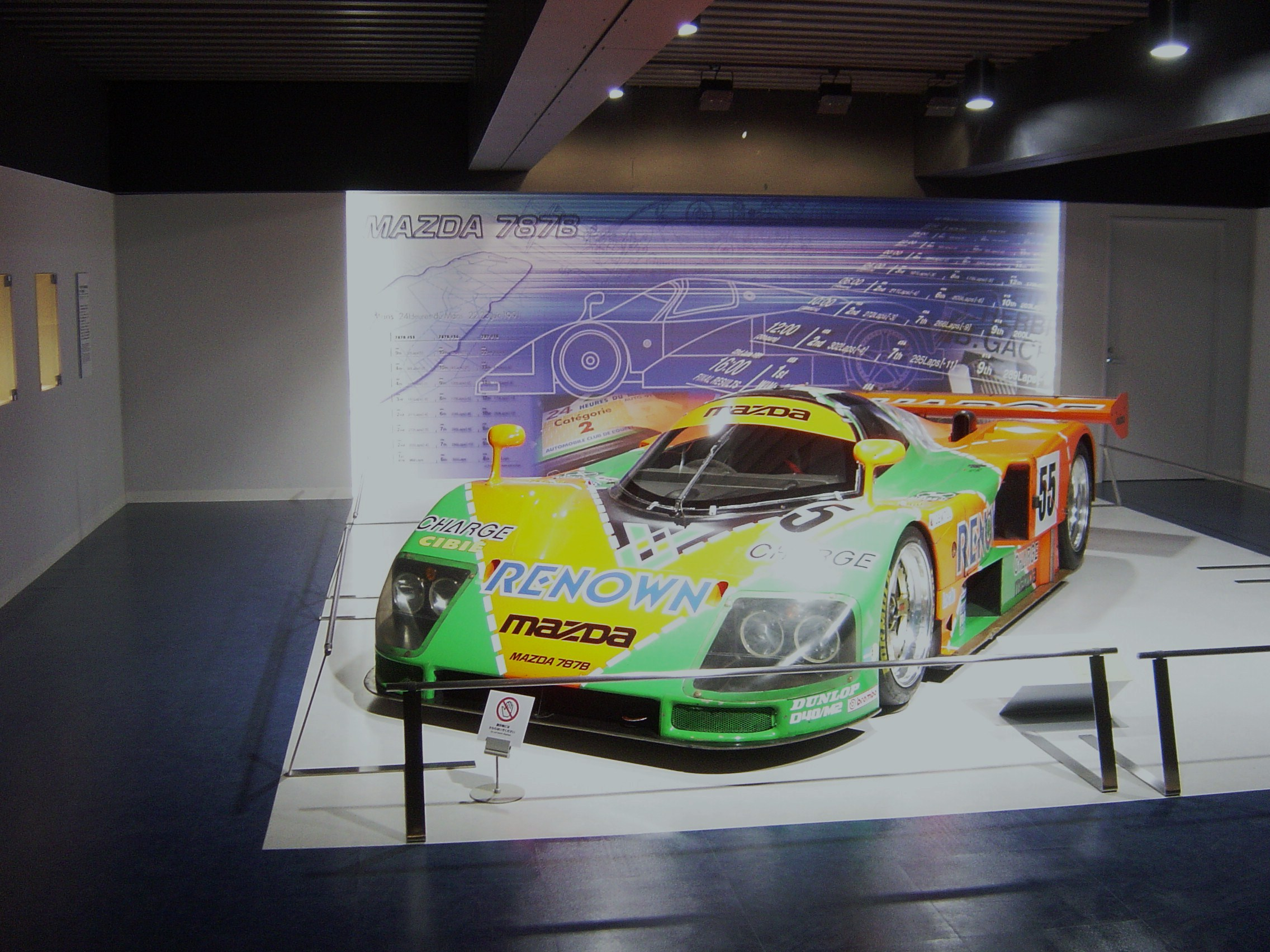
MAZDA787B
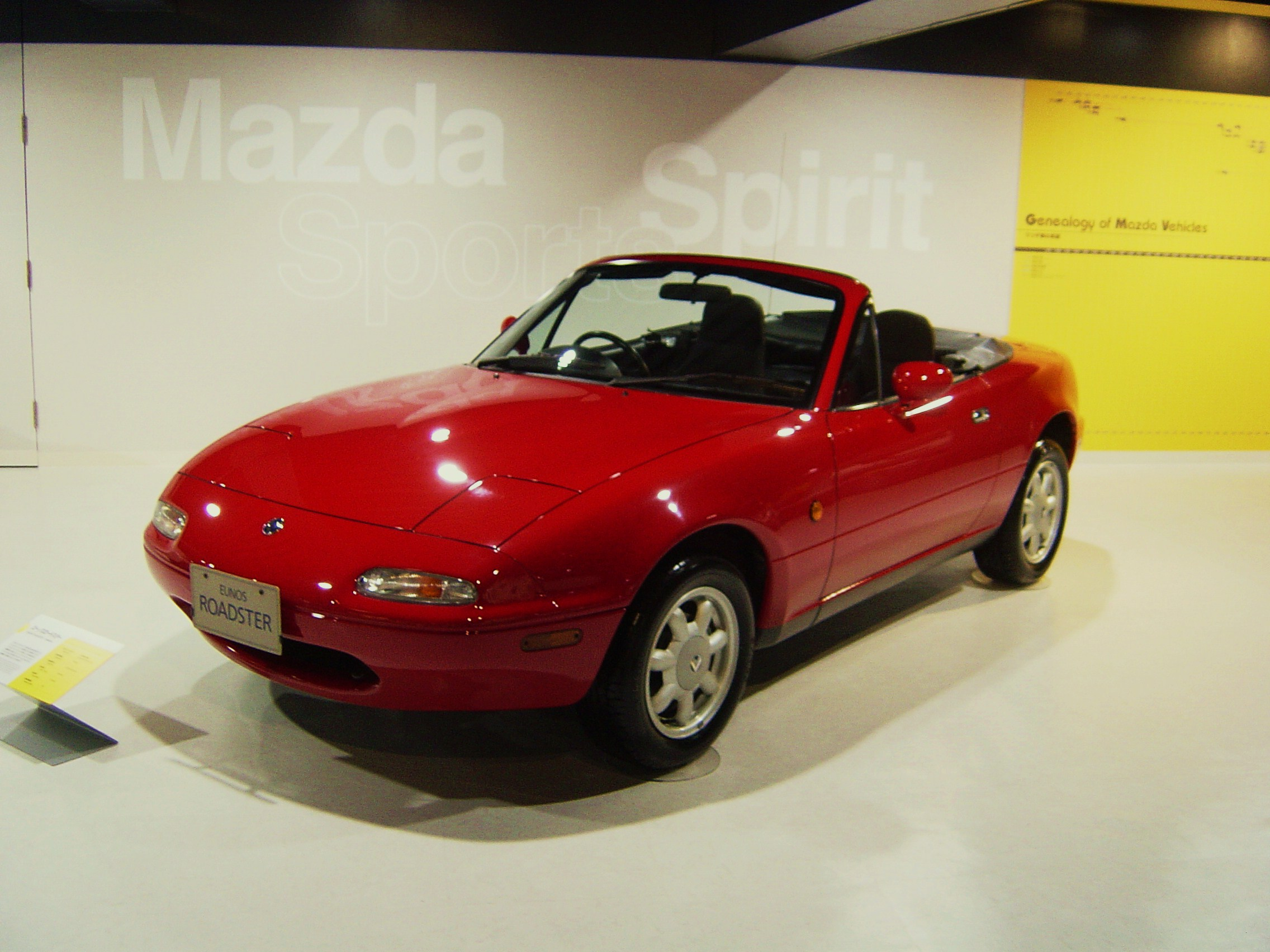
初代ユーノスロードスター
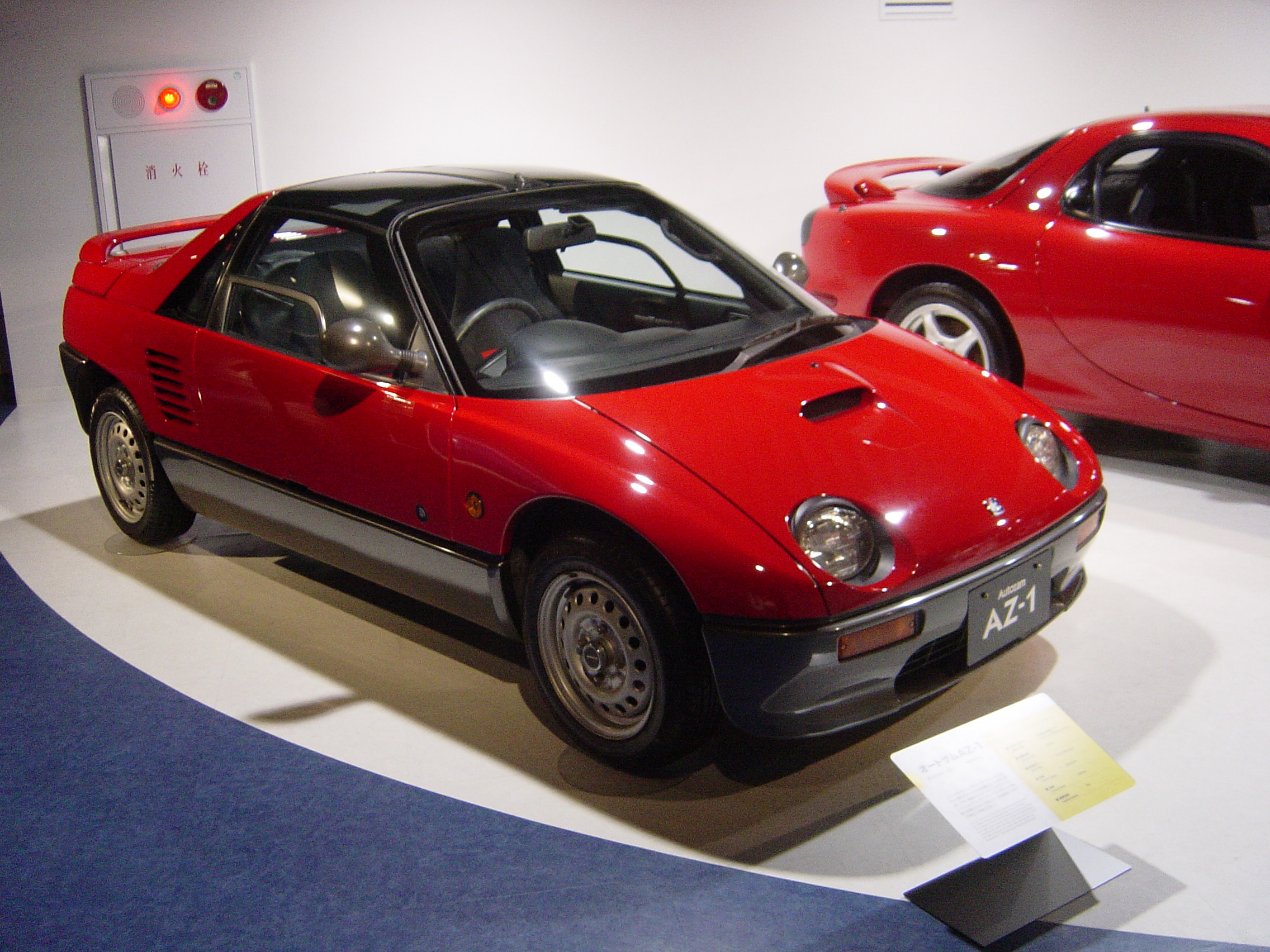
AZ-1フロント
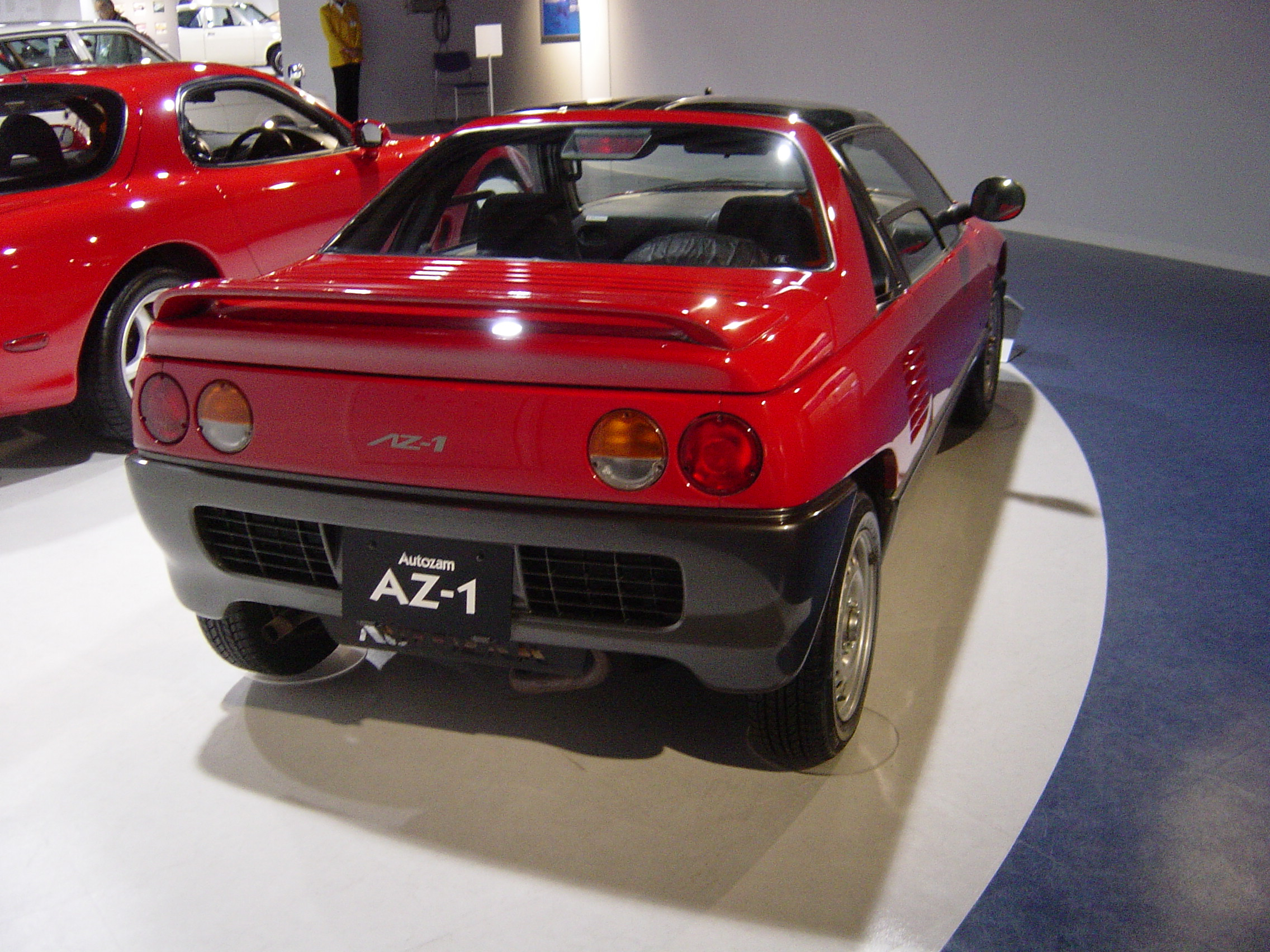
AZ-1リア
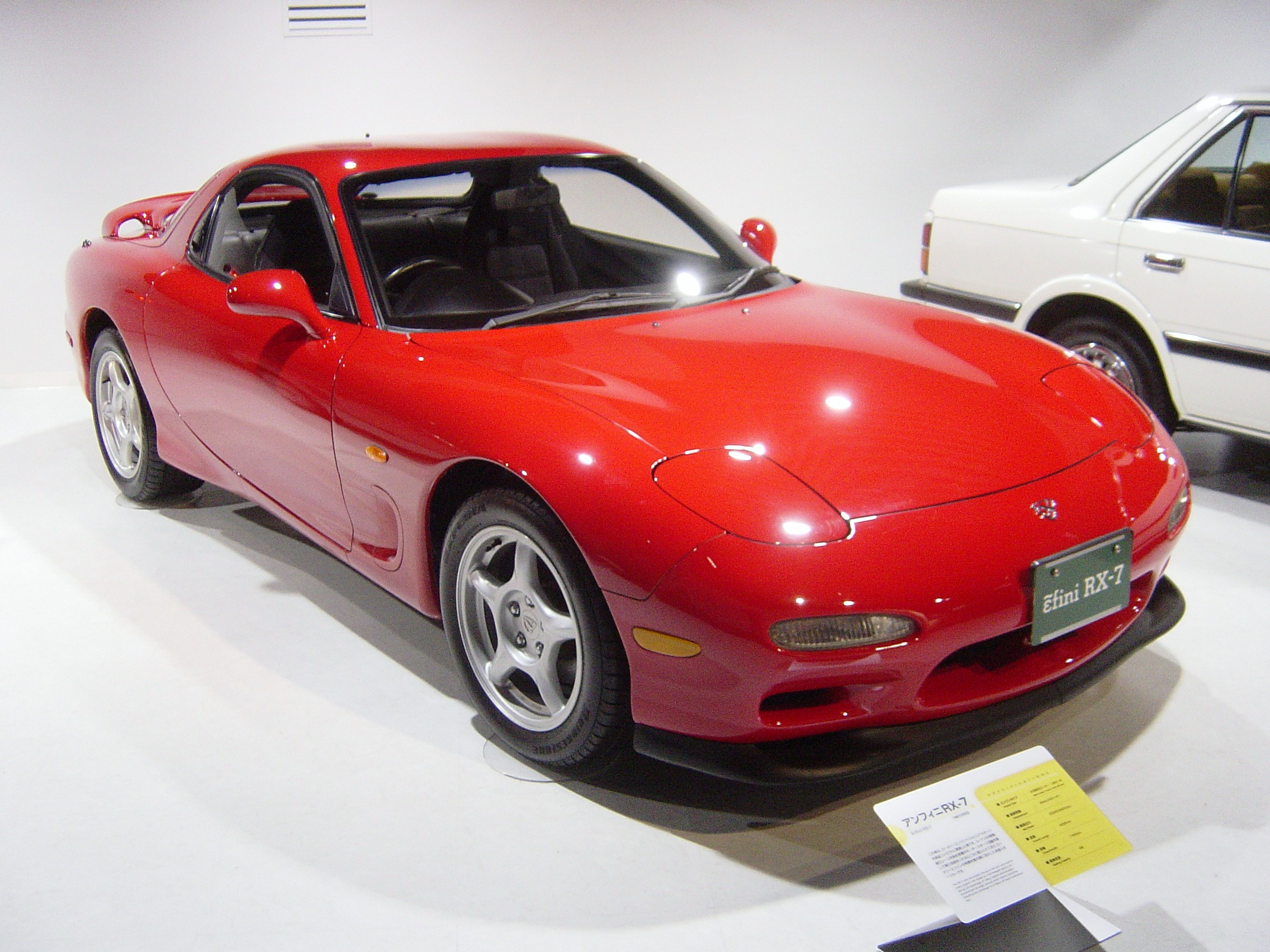
3代目RX-7 FD3S

### エンジン

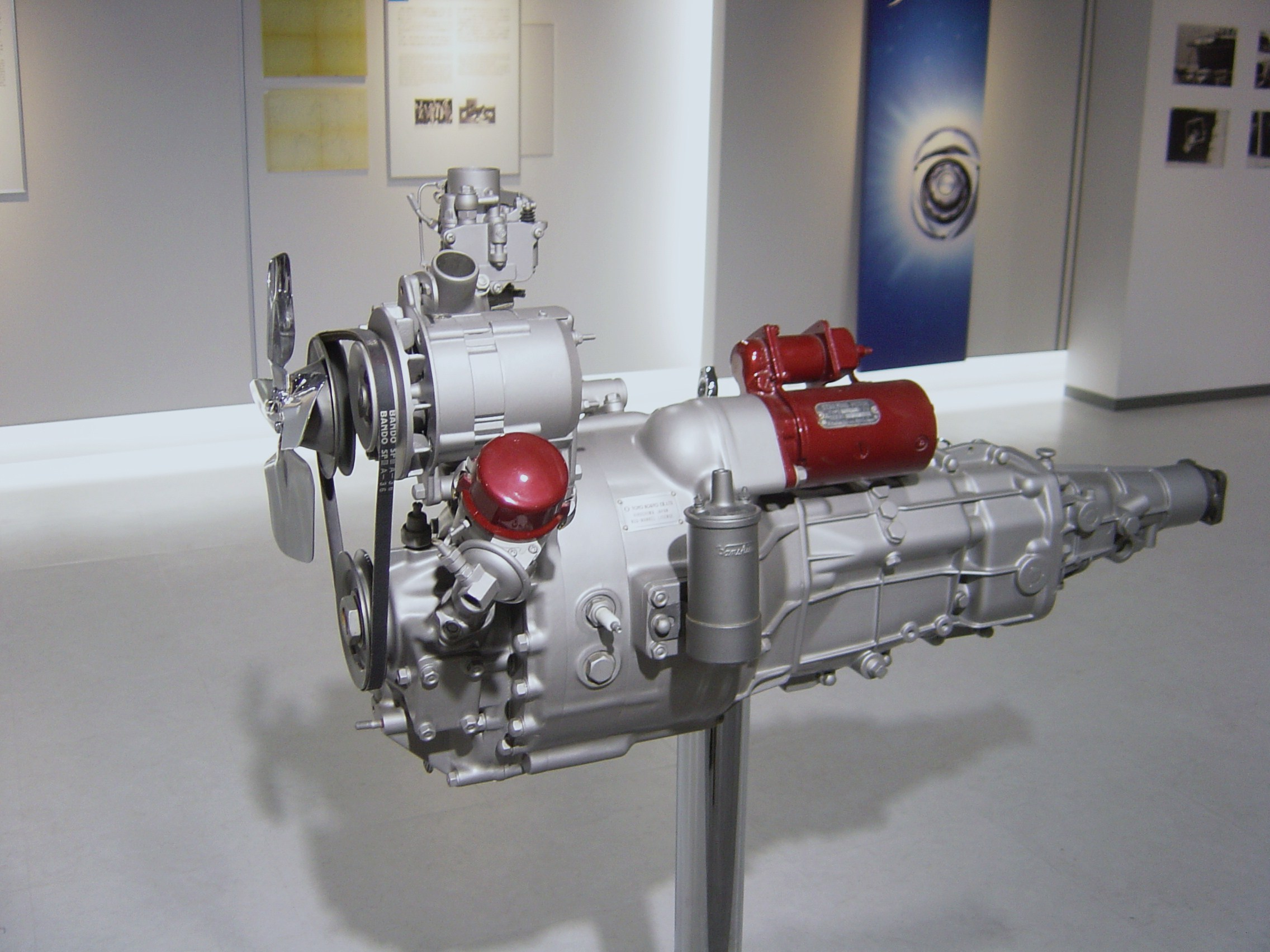
最初のロータリーエンジン
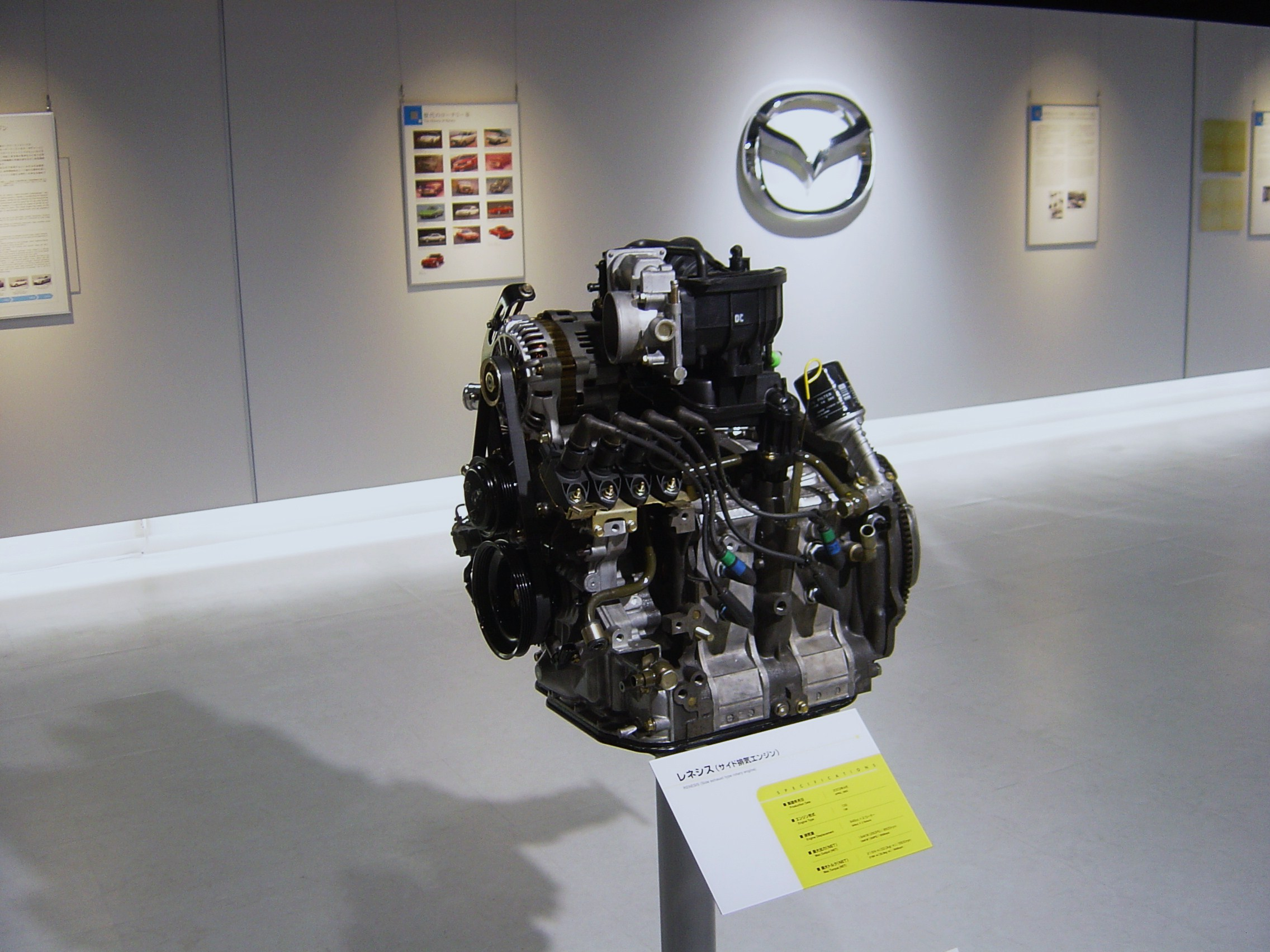
ロータリーエンジン
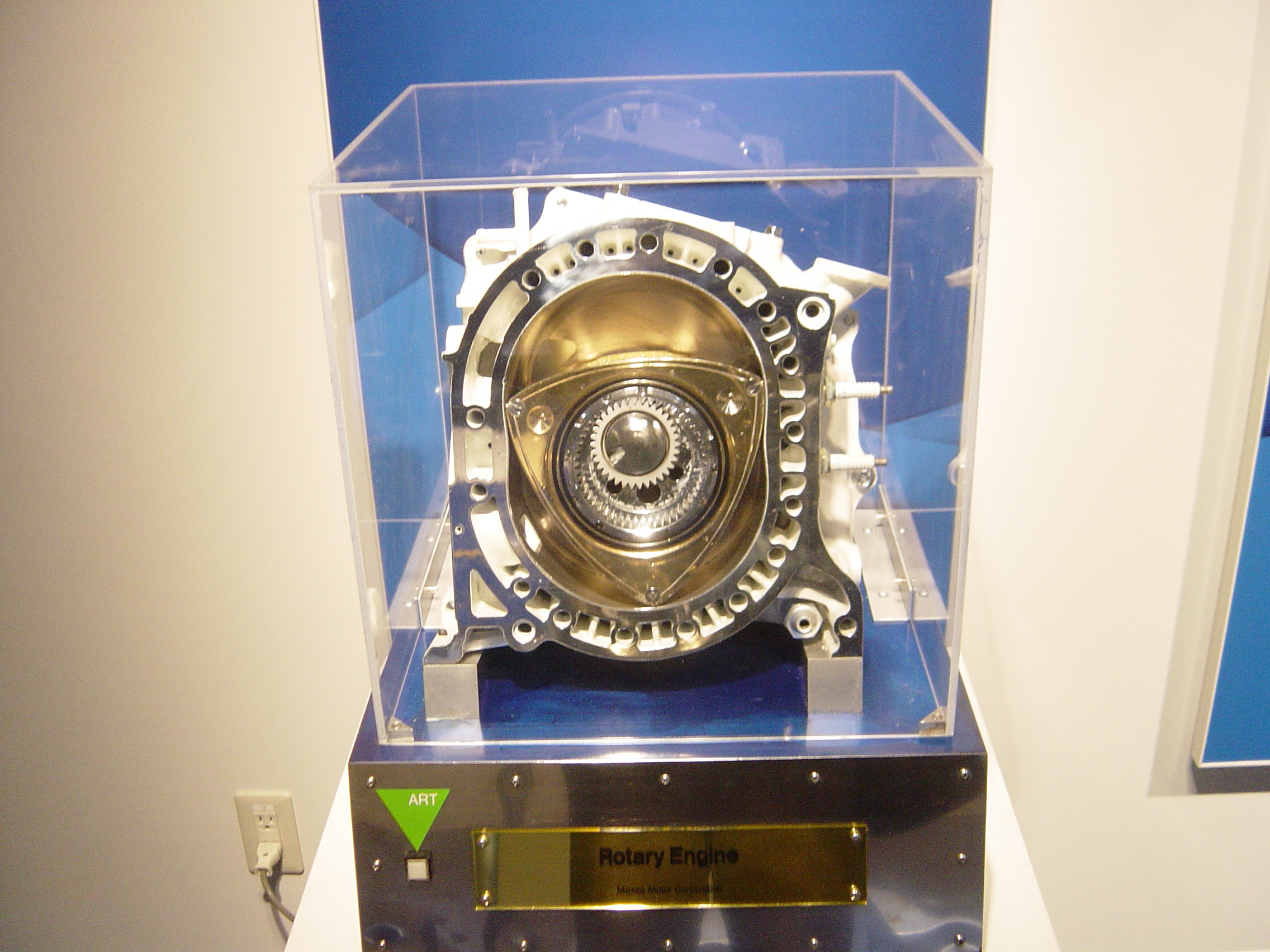
ロータリーエンジンのローター
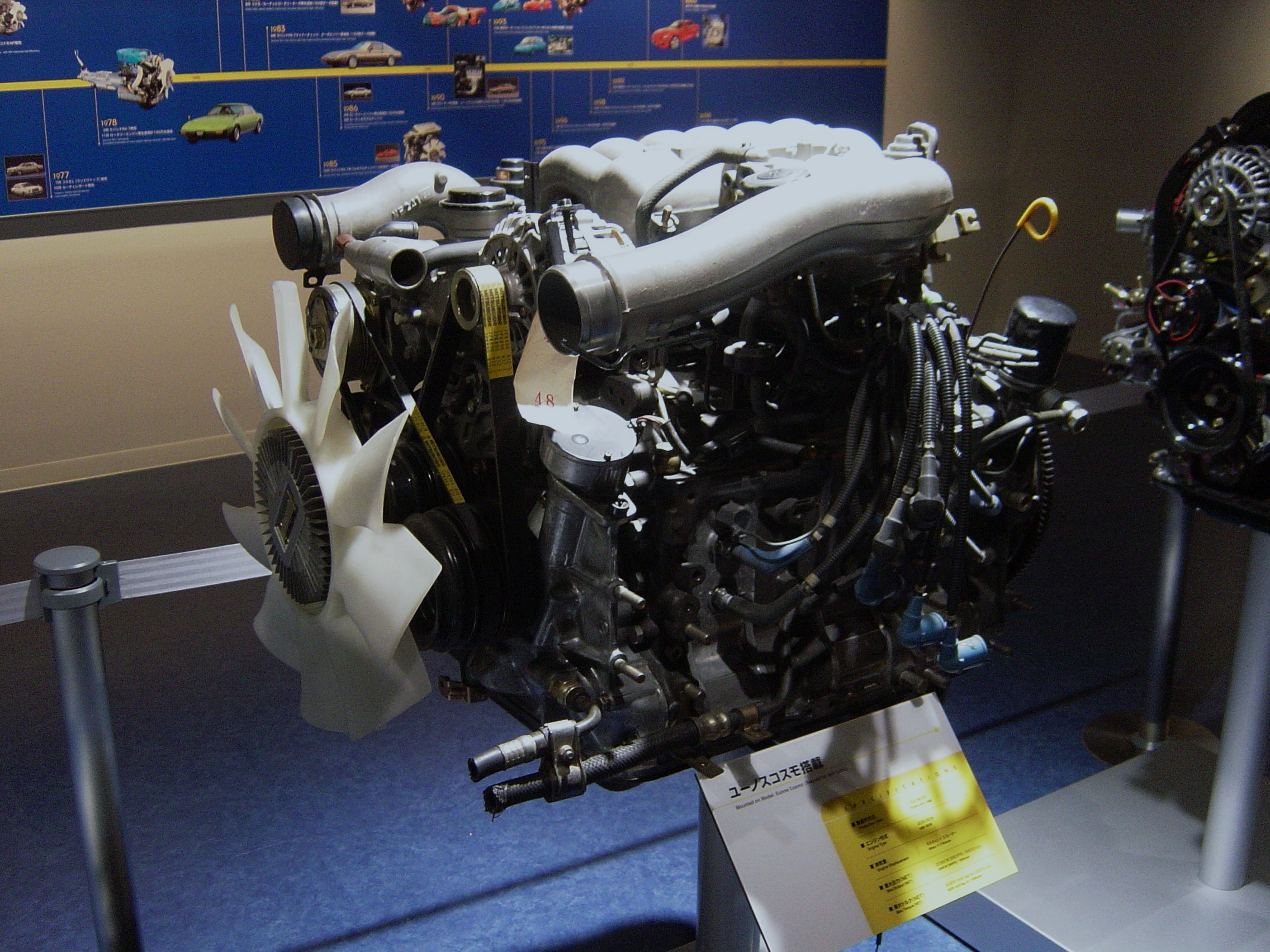
ユーノスコスモ用3ローターエンジン

## 特別開館イベント
基本的には土曜日は休館日であるが毎月第1土曜日に特別開館日が設けられ「特別開館イベント」が開催されることがある。
2022年11月5日…ロードスターアンバサダー山本修弘によるロードスターの歴史講演＜講師：ロードスターアンバサダー(当時)山本修弘＞
2022年12月3日…初代ロードスター開発者トークセッション『リバーサイドホテル物語』＜講師：安藤文隆・横倉恒利・金丸幸広・西口定＞